# 1968
| [ Edytuj tabelę ]                                                | |
| Przewodniczący Rady Państwa                                      | - 1964 Edward Ochab 1968 - 1968 Marian Spychalski 1970 |
| Premier Polski                                                   | - 1954 Józef Cyrankiewicz 1970 |
| Prezydent Polski na uchodźstwie                                  | - 1947 August Zaleski 1972 |
| Premier rządu RP na uchodźstwie                                  | - 1965 Aleksander Zawisza 1970 |
| I sekretarz KC PZPR                                              | - 1956 Władysław Gomułka 1970 |
| Król Afganistanu                                                 | - 1933 Mohammad Zaher Szah 1973 |
| Premier Afganistanu                                              | - 1967 Mohammad Nur Ahmad Etemadi 1971 |
| Przywódca Albanii                                                | - 1944 Enver Hoxha 1985 |
| Premier Albanii                                                  | - 1954 Mehmet Shehu 1981 |
| Prezydent Algierii                                               | - 1965 Huari Bumedien 1978 |
| Premier Algierii                                                 | - 1963 urząd zniesiony 1979 |
| Współksiążęta Andory                                             | - 1943 Ramón Iglesias i Navarri 1969 - 1959 Charles de Gaulle 1969 |
| Król Arabii Saudyjskiej                                          | - 1964 Fajsal ibn Abd al-Aziz Al Su’ud 1975 |
| Prezydent Argentyny                                              | - 1966 gen. Juan Carlos Ongania 1970 |
| Premier Australii                                                | - 1967 John McEwen 1968 - 1968 John Gorton 1971 |
| Prezydent Austrii                                                | - 1965 Franz Jonas 1974 |
| Kanclerz Austrii                                                 | - 1964 Josef Klaus 1970 |
| Premier Barbadosu                                                | - 1966 Errol Barrow 1976 |
| Przewodniczący Zjednoczonej Rady Rewolucyjnej Birmy              | - 1962 Ne Win 1974 |
| Premier Birmy                                                    | - 1962 Ne Win 1974 |
| Król Belgów                                                      | - 1951 Baudouin 1993 |
| Premier Belgii                                                   | - 1966 Paul Vanden Boeynants 1968 - 1968 Gaston Eyskens 1973 |
| Prezydent Beninu                                                 | - 1967 Alphonse Amadou Alley 1968 - 1968 Émile Derlin Zinsou 1969 |
| Król Bhutanu                                                     | - 1952 Jigme Dorji Wangchuck 1972 |
| Premier Bhutanu                                                  | - 1964 urząd zniesiony 1998 |
| Prezydent Boliwii                                                | - 1964 René Barrientos Ortuño 1969 |
| Prezydent Botswany                                               | - 1966 Seretse Khama 1980 |
| Prezydent Brazylii                                               | - 1967 Artur da Costa e Silva 1969 |
| Sułtan Brunei                                                    | - 1967 Hassanal Bolkiah |
| Przywódca Bułgarii                                               | - 1954 Todor Żiwkow 1989 |
| Premier Bułgarii                                                 | - 1962 Todor Żiwkow 1971 |
| Prezydent Burundi                                                | - 1966 Michel Micombero 1976 |
| Premier Burundi                                                  | - 1966 urząd zniesiony 1972 |
| Prezydent Chile                                                  | - 1964 Eduardo Frei 1970 |
| Przewodniczący ChRL                                              | - 1959 Liu Shaoqi 1968 - 1968 Song Qingling 1972 - 1968 Dong Biwu 1975                                                                                                 |
| Premier Chin                                                     | - 1949 Zhou Enlai 1976 |
| Prezydent Cypru                                                  | - 1960 Michail Muskos 1974 |
| Prezydent Czadu                                                  | - 1960 François Tombalbaye 1975 |
| Premier Czadu                                                    | - 1960 urząd zniesiony 1978 |
| Prezydent Czechosłowacji                                         | - 1957 Antonín Novotný 1968 - 1968 Ludvík Svoboda 1975 |
| Premier Czechosłowacji                                           | - 1963 Jozef Lenárt 1968 - 1968 Oldřich Černík 1970 |
| Król Danii                                                       | - 1947 Fryderyk IX 1972 |
| Premier Danii                                                    | - 1962 Jens Otto Krag 1968 - 1968 Hilmar Baunsgaard 1971 |
| Prezydent DR Konga                                               | - 1965 Joseph-Désiré Mobutu 1971 |
| Dalajlama                                                        | - 1940 Tenzin Gjaco |
| Prezydent Dominikany                                             | - 1966 Joaquín Balaguer 1978 |
| Prezydent Egiptu                                                 | - 1961 Gamal Abdel Naser 1970 |
| Premier Egiptu                                                   | - 1967 Gamal Abdel Naser 1970 |
| Prezydent Ekwadoru                                               | - 1966 Otto Arosemena 1968 - 1968 José María Velasco Ibarra 1972 |
| Cesarz Etiopii                                                   | - 1941 Hajle Syllasje 1974 |
| Premier Etiopii                                                  | - 1961 Aklilu Habte-Ueld 1974 |
| Przew. Komisji Europejskiej                                      | - 1967 Jean Rey (Belgia) 1970 |
| Prezydent Filipin                                                | - 1965 Ferdinand Marcos 1986 |
| Prezydent Finlandii                                              | - 1956 Urho Kekkonen 1981 |
| Premier Finlandii                                                | - 1966 Rafael Paasio 1968 - 1968 Mauno Koivisto 1970 |
| Prezydent Francji                                                | - 1959 Charles de Gaulle 1969 |
| Premier Francji                                                  | - 1962 Georges Pompidou 1968 - 1968 Maurice Couve de Murville 1969 |
| Prezydent Gabonu                                                 | - 1967 Omar Bongo 2009 |
| Premier Gabonu                                                   | - 1961 urząd zniesiony 1975 |
| Prezydent Ghany                                                  | - 1966 Joseph Ankrah 1969 |
| Prezydent Górnej Wolty                                           | - 1966 Sangoulé Lamizana 1980 |
| Król Grecji                                                      | - 1964 Konstantyn II 1973 |
| Premier Grecji                                                   | - 1967 Jeorjos Papadopulos 1973 |
| Premier Gujany                                                   | - 1964 Forbes Burnham 1980 |
| Prezydent Gwatemali                                              | - 1966 Julio César Méndez Montenegro 1970 |
| Prezydent Gwinei                                                 | - 1958 Ahmed Sekou Touré 1984 |
| Prezydent Gwinei Równikowej                                      | - 1968 Francisco Macías Nguema 1979 |
| Prezydent Haiti                                                  | - 1957 François Duvalier 1971 |
| Regent Hiszpanii                                                 | - 1947 Francisco Franco 1975 |
| Premier Hiszpanii                                                | - 1939 Francisco Franco 1973 |
| Król Holandii                                                    | - 1948 Juliana 1980 |
| Premier Holandii                                                 | - 1967 Piet de Jong 1971 |
| Prezydent Hondurasu                                              | - 1963 Oswaldo López Arellano 1971 |
| Szach Iranu                                                      | - 1941 Mohammad Reza Pahlawi 1979 |
| Premier Iranu                                                    | - 1965 Amir Abbas Howejda 1977 |
| Prezydent Iraku                                                  | - 1966 Abd ar-Rahman Arif 1968 - 1968 Ahmad Hasan al-Bakr 1979 |
| Premier Iraku                                                    | - 1967 Tahir Jahja 1968 - 1968 Abd ar-Razzak an-Najif 1968 - 1968 Ahmad Hasan al-Bakr 1979                                                                             |
| Prezydent Indii                                                  | - 1962 Sarvepalli Radhakrishnan 1968 - 1968 Zakir Hussain 1969 |
| Premier Indii                                                    | - 1966 Indira Gandhi 1977 |
| Prezydent Indonezji                                              | - 1967 Suharto 1998 |
| Prezydent Irlandii                                               | - 1959 Éamon de Valera 1973 |
| Premier Irlandii                                                 | - 1966 Jack Lynch 1973 |
| Prezydent Islandii                                               | - 1952 Ásgeir Ásgeirsson 1968 - 1968 Kristján Eldjárn 1980 |
| Premier Islandii                                                 | - 1963 Bjarni Benediktsson (p.o) 1970 |
| Prezydent Izraela                                                | - 1963 Zalman Szazar 1973 |
| Premier Izraela                                                  | - 1963 Lewi Eszkol 1969 |
| Premier Jamajki                                                  | - 1967 Hugh Shearer 1972 |
| Cesarz Japonii                                                   | - 1926 Hirohito 1989 |
| Premier Japonii                                                  | - 1964 Eisaku Satō 1972 |
| Prezydent Jemenu Południowego                                    | - 1967 Kahtan Muhammad asz-Szabi 1969 |
| Prezydent Jemenu Północnego                                      | - 1967 Abdul Rahman al-Iriani 1974 |
| Król Jordanii                                                    | - 1952 Husajn 1999 |
| Premier Jordanii                                                 | - 1967 Bahdżat at-Talhuni 1969 |
| Prezydent Jugosławii                                             | - 1953 Josip Broz Tito 1980 |
| Premier Jugosławii                                               | - 1967 Mika Špiljak 1969 |
| Król Kambodży                                                    | - 1960 Sisowath Kossamak (ceremonialna głowa państwa) 1970 - 1960 Norodom Sihanouk (szef państwa) 1970                                                                 |
| Premier Kambodży                                                 | - 1967 Son Sann 1968 - 1968 Penn Nouth 1969 |
| Prezydent Kamerunu                                               | - 1960 Ahmadou Ahidjo 1982 |
| Premier Kanady                                                   | - 1963 Lester Pearson 1968 - 1968 Pierre Trudeau 1979 |
| Emir Kataru                                                      | - 1960 Ali ibn Abd Allah Al Sani 1971 |
| Prezydent Kenii                                                  | - 1964 Jomo Kenyatta 1978 |
| Prezydent Kolumbii                                               | - 1966 Carlos Lleras Restrepo 1970 |
| Prezydent Konga                                                  | - 1963 Alphonse Massamba-Débat 1968 - 1968 Augustin Poignet (p.o.) 1968 - 1968 Alphonse Massamba-Débat 1968 - 1968 Marien Ngouabi (p.o.) 1968 - 1968 Alfred Raoul 1969 |
| Premier Konga                                                    | - 1966 Ambroise Noumazalaye 1968 - 1968 Alfred Raoul 1969 |
| Patriarcha Konstantynopola                                       | - 1948 Atenagoras I 1972 |
| Prezydent Korei Południowej                                      | - 1963 Park Chung-hee 1979 |
| Premier Korei Południowej                                        | - 1964 Chung Il-kwon 1970 |
| Premier KRLD                                                     | - 1948 Kim Il Sŏng 1972 |
| Prezydent Kostaryki                                              | - 1966 José Joaquín Trejos Fernández 1970 |
| Prezydent Kuby                                                   | - 1959 Osvaldo Dorticós Torrado 1976 |
| Premier Kuby                                                     | - 1959 Fidel Castro 1976 |
| Emir Kuwejtu                                                     | - 1965 Sabah III 1977 |
| Premier Kuwejtu                                                  | - 1965 Dżabir al-Ahmad al-Dżabir as-Sabah 1978 |
| Król Laosu                                                       | - 1959 Savang Vatthana 1975 |
| Król Lesotho                                                     | - 1966 Moshoeshoe II 1990 |
| Premier Lesotho                                                  | - 1965 Leabua Jonathan 1986 |
| Prezydent Libanu                                                 | - 1964 Charles Hélou 1970 |
| Premier Libanu                                                   | - 1966 Raszid Karami 1968 - 1968 Abd Allah al-Jafi 1969 |
| Prezydent Liberii                                                | - 1944 William Tubman 1971 |
| Król Libii                                                       | - 1951 Idris I 1969 |
| Premier Libii                                                    | - 1967 Abd al-Hamid al-Bakkusz 1968 - 1968 Wanis al-Kazzafi 1969 |
| Książę Liechtensteinu                                            | - 1938 Franciszek Józef II 1989 |
| Premier Liechtensteinu                                           | - 1962 Gerard Batliner 1970 |
| Premier Litwyna emigracji                                        | - 1940 Stasys Lozoraitis 1983 |
| Wielki książę Luksemburga                                        | - 1964 Jan 2000 |
| Premier Luksemburga                                              | - 1959 Pierre Werner 1974 |
| Prezydent Madagaskaru                                            | - 1960 Philibert Tsiranana 1972 |
| Prezydent Malawi                                                 | - 1966 Hastings Kamuzu Banda 1994 |
| Prezydent Malediwów                                              | - 1968 Ibrahim Nasir 1978 |
| Sułtan Malediwów                                                 | - 1965 Muhammad Fareed Didi 1968 |
| Król Malezji                                                     | - 1965 Ismail Nasiruddin 1970 |
| Premier Malezji                                                  | - 1957 Tunku Abdul Rahman 1970 |
| Prezydent Mali                                                   | - 1960 Modibo Keïta 1968 - 1968 Moussa Traoré 1991 |
| Premier Mali                                                     | - 1965 urząd zniesiony 1968 - 1968 Yoro Diakité 1969 |
| Premier Malty                                                    | - 1962 George Borg Olivier 1971 |
| Król Maroka                                                      | - 1961 Hassan II 1999 |
| Premier Maroka                                                   | - 1967 Mohamed Benhima 1969 |
| Prezydent Mauretanii                                             | - 1960 Muchtar wuld Dadda 1978 |
| Premier Mauretanii                                               | - 1961 urząd zniesiony 1979 |
| Premier Mauritiusa                                               | - 1968 Seewoosagur Ramgoolam 1982 |
| Prezydent Meksyku                                                | - 1964 Gustavo Díaz Ordaz 1970 |
| Książę Monako                                                    | - 1949 Rainier III 2005 |
| Minister stanu Monako                                            | - 1966 Paul Demange 1969 |
| Przewodniczący Prezydium Wielkiego Churału Ludowego Mongolii     | - 1960 Dżamsrangijn Sambuu 1972 |
| Premier Mongolii                                                 | - 1952 Jumdżaagijn Cedenbal 1974 |
| Sekretarz generalny NATO                                         | - 1964 Manlio Brosio (Włochy) 1971 |
| Prezydent Nauru                                                  | - 1968 Hammer DeRoburt 1976 |
| Król Nepalu                                                      | - 1955 Mahendra 1972 |
| Premier Nepalu                                                   | - 1965 Surya Bahadur Thapa 1969 |
| Prezydent Niemiec                                                | - 1959 Heinrich Lübke 1969 |
| Kanclerz Niemiec                                                 | - 1966 Kurt Georg Kiesinger 1969 |
| Prezydent Nigru                                                  | - 1960 Hamani Diori 1974 |
| Prezydent Nigerii                                                | - 1966 Yakubu Gowon 1975 |
| Prezydent Nikaragui                                              | - 1967 Anastasio Somoza Debayle 1972 |
| Król Norwegii                                                    | - 1957 Olaf V 1991 |
| Premier Norwegii                                                 | - 1965 Per Borten 1971 |
| Premier Nowej Zelandii                                           | - 1960 Keith Holyoake 1972 |
| Przewodniczący Rady Państwa NRD                                  | - 1960 Walter Ulbricht 1973 |
| Premier NRD                                                      | - 1964 Willi Stoph 1973 |
| Sułtan Omanu                                                     | - 1932 Sa’id ibn Tajmur 1970 |
| Sekretarz generalny ONZ                                          | - 1961 U Thant (Birma) 1971 |
| Prezydent Pakistanu                                              | - 1958 Muhammad Ayub Khan 1969 |
| Premier Pakistanu                                                | - 1958 urząd zniesiony 1971 |
| Prezydent Panamy                                                 | - 1964 Marco Aurelio Robles 1968 - 1968 Arnulfo Arias Madrid 1968 - 1968 José María Pinilla Fábrega 1969 - 1968 Bolívar Urrutia Parrilla 1969                          |
| Wojskowy przywódca Panamy                                        | - 1968 Omar Torrijos 1981 |
| Papież                                                           | - 1963 Paweł VI 1978 |
| Prezydent Paragwaju                                              | - 1954 gen. Alfredo Stroessner 1989 |
| Prezydent Peru                                                   | - 1963 Fernando Belaúnde Terry 1968 - 1968 Juan Velasco Alvarado 1975                                                                                                  |
| Prezydent Południowej Afryki                                     | - 1967 Jozua Naudé (p.o.) 1968 - 1968 Jacobus Fouché 1975 |
| Premier Południowej Afryki                                       | - 1966 Balthazar Vorster 1978 |
| Prezydent Portugalii                                             | - 1958 Américo Tomás 1974 |
| Premier Portugalii                                               | - 1932 António de Oliveira Salazar 1968 - 1968 Marcelo Caetano 1974 |
| Sekretarz generalny Rady Europy                                  | - 1964 Peter Smithers (Wielka Brytania) 1969 |
| Prezydent Republiki Środkowoafrykańskiej                         | - 1966 Jean-Bédel Bokassa 1976 |
| Premier Republiki Środkowoafrykańskiej                           | - 1960 urząd zniesiony 1975 |
| Premier Rodezji                                                  | - 1965 Ian Smith 1979 |
| Prezydent Rumunii                                                | - 1967 Nicolae Ceaușescu 1989 |
| Premier Rumunii                                                  | - 1961 Ion Gheorghe Maurer 1974 |
| Prezydent Rwandy                                                 | - 1962 Grégoire Kayibanda 1973 |
| Prezydent Salwadoru                                              | - 1967 Fidel Sánchez Hernández 1972 |
| O le Ao o le Malo Samoa                                          | - 1962 Malietoa Tanumafili II 2007 |
| Premier Samoa                                                    | - 1959 Mataʻafa Mulinuʻu II 1970 |
| Kapitanowie regenci San Marino                                   | - 1967 Domenico Forcellini Romano Michelotti 1968 - 1968 Marino Benedetto Belluzzi Dante Rossi 1968 - 1968 Pietro Giancecchi Aldo Zavoli 1969                          |
| Sekretarz Stanu do spraw Politycznych i Zagranicznych San Marino | - 1957 Federico Bigi 1972 |
| Prezydent Senegalu                                               | - 1960 Léopold Sédar Senghor 1980 |
| Premier Senegalu                                                 | - 1962 urząd zniesiony 1970 |
| Premier Sierra Leone                                             | - 1967 Andrew Juxon-Smith 1968 - 1968 Patrick Conteh 1968 - 1968 Siaka Stevens 1971                                                                                    |
| Prezydent Singapuru                                              | - 1965 Encik Yusof bin Ishak 1970 |
| Premier Singapuru                                                | - 1965 Lee Kuan Yew 1990 |
| Prezydent Somalii                                                | - 1967 Abdirashid Ali Shermarke 1969 |
| Premier Somalii                                                  | - 1967 Mohammed Ibrahim Egal 1969 |
| Premier Sri Lanki                                                | - 1965 Dudley Shelton Senanayake 1970 |
| Król Suazi                                                       | - 1968 Sobhuza II 1982 |
| Premier Suazi                                                    | - 1967 Makhosini Dlamini 1976 |
| Prezydent Sudanu                                                 | - 1965 Isma’il al-Azhari 1969 |
| Premier Sudanu                                                   | - 1967 Muhammad Ahmad al-Mahdżub 1969 |
| Prezydent Syrii                                                  | - 1966 Nur ad-Din al-Atasi 1970 |
| Premier Syrii                                                    | - 1966 Jusuf Zu’ajjin 1968 - 1968 Nur ad-Din al-Atasi 1970 |
| Prezydent Szwajcarii                                             | - 1968 Willy Spühler 1968 |
| Król Szwecji                                                     | - 1950 Gustaw VI Adolf 1973 |
| Premier Szwecji                                                  | - 1946 Tage Erlander 1969 |
| Król Tajlandii                                                   | - 1946 Bhumibol Adulyadej 2016 |
| Premier Tajlandii                                                | - 1963 Thanom Kittikachorn 1973 |
| Prezydent Tajwanu                                                | - 1950 Czang Kaj-szek 1975 |
| Prezydent Tanzanii                                               | - 1964 Julius Nyerere 1985 |
| Prezydent Togo                                                   | - 1967 Gnassingbé Eyadéma 2005 |
| Premier Togo                                                     | - 1961 urząd zniesiony 1991 |
| Król Tonga                                                       | - 1965 Taufaʻahau Tupou IV 2006 |
| Premier Tonga                                                    | - 1965 Sione Ngū Manumataongo Uelingatoni 1991 |
| Premier Trynidadu i Tobago                                       | - 1962 Eric Williams 1981 |
| Prezydent Tunezji                                                | - 1957 Habib Burgiba 1987 |
| Premier Tunezji                                                  | - 1957 urząd zniesiony 1969 |
| Prezydent Turcji                                                 | - 1966 Cevdet Sunay 1973 |
| Premier Turcji                                                   | - 1965 Süleyman Demirel 1971 |
| Prezydent Ugandy                                                 | - 1966 Milton Obote 1971 |
| Premier Ugandy                                                   | - 1966 urząd zniesiony 1980 |
| Prezydent Urugwaju                                               | - 1967 Jorge Pacheco Areco 1972 |
| Prezydent USA                                                    | - 1963 Lyndon B. Johnson 1969 |
| Prezydent Wenezueli                                              | - 1964 Raúl Leoni 1969 |
| Prezydent Węgier                                                 | - 1967 Pál Losonczi 1987 |
| Premier Węgier                                                   | - 1967 Jenő Fock 1975 |
| Monarcha Wielkiej Brytanii                                       | - 1952 Elżbieta II 2022 |
| Premier Wielkiej Brytanii                                        | - 1964 Harold Wilson 1970 |
| Prezydent Wietnamu Północnego                                    | - 1945 Hồ Chí Minh 1969 |
| Premier Wietnamu Północnego                                      | - 1955 Phạm Văn Đồng 1976 |
| Prezydent Wietnamu Południowego                                  | - 1965 Nguyễn Văn Thiệu 1975 |
| Premier Wietnamu Południowego                                    | - 1967 Nguyễn Văn Lộc 1968 - 1968 Trần Văn Hương 1969 |
| Prezydent Włoch                                                  | - 1964 Giuseppe Saragat 1971 |
| Premier Włoch                                                    | - 1963 Aldo Moro 1968 - 1968 Giovanni Leone 1968 - 1968 Mariano Rumor 1970                                                                                             |
| Prezydent WKS                                                    | - 1960 Félix Houphouët-Boigny 1993 |
| Premier WKS                                                      | - 1960 urząd zniesiony 1990 |
| Prezydent Zambii                                                 | - 1964 Kenneth Kaunda 1991 |
| Przywódca ZSRR                                                   | - 1964 Leonid Breżniew 1982 |
| Premier ZSRR                                                     | - 1964 Aleksiej Kosygin 1980 |

Rok 1968 / MCMLXVIII
stulecia: XIX wiek ~
XX wiek ~
XXI wiek

dziesięciolecia:
1930–1939 •
1940–1949 •
1950–1959 •
1960–1969
• 1970–1979
• 1980–1989
• 1990–1999

lata: 1958 «
1963 «
1964 «
1965 «
1966 «
1967 «
1968
» 1969
» 1970
» 1971
» 1972
» 1973
» 1978

## Wydarzenia w Polsce
- 16 stycznia – władze państwowe podjęły decyzję o zawieszeniu przedstawień Dziadów Adama Mickiewicza w reżyserii Kazimierza Dejmka.
- 28 stycznia – oddano do użytku pierwszy blok mieszkalny na Osiedlu Piastowskim w Poznaniu.
- 30 stycznia – studenci przeprowadzili demonstrację pod pomnikiem Adama Mickiewicza w Warszawie przeciwko zdjęciu przez cenzurę spektaklu „Dziady” w reżyserii Kazimierza Dejmka.
- 31 stycznia – rozpoczął się proces beatyfikacyjny Faustyny Kowalskiej.
- 1 lutego – w Rzeszowie został założony zespół bluesrockowy Breakout.
- 6 lutego – satyryk Janusz Szpotański został skazany na 3 lata pozbawienia wolności.
- 10 lutego – odbył się premierowy spektakl kabaretu Pod Egidą.
- 16 lutego – premiera filmu Żywot Mateusza.
- 20 lutego – utworzono Państwową Inspekcję Radiową.
- 29 lutego – członkowie warszawskiego oddziału Związku Literatów Polskich wystosowali tzw. „Rezolucję Kijowskiego” protestującą przeciwko nasilaniu się cenzury.
- 8 marca – początek demonstracji studenckich w Polsce – Marzec 1968.
- 9 marca:
  - zamieszki studenckie w Polsce.
  - seryjny morderca Bogdan Arnold został skazany na karę śmierci.
- 11 marca:
  - posłowie z koła poselskiego Znak złożyli interpelację w sprawie wydarzeń na wyższych uczelniach.
  - Stefan Kisielewski został pobity w bramie swego domu przez grupę ORMO-wców.
- 13 marca – Górnik Zabrze pokonał Manchester United 1:0 w rozegranym na Stadionie Śląskim rewanżowym meczu ćwierćfinałowym PEMK. W pierwszym meczu wygrali Anglicy 2:0.
- 15 marca – marzec 1968: w Gdańsku miała miejsce manifestacja, w której udział wzięło 20 tys. studentów, robotników i innych mieszkańców miasta.
- 17 marca – krakowski seryjny morderca Karol Kot został skazany na karę śmierci.
- 19 marca – I sekretarz KC PZPR Władysław Gomułka wygłosił antysyjonistyczne przemówienie na wiecu aktywu PZPR w Sali Kongresowej.
- 20 marca – lawina w Białym Jarze pod Śnieżką zabiła 19 osób.
- 21 marca – Marzec 1968: początek dwudniowego strajku studenckiego w Łodzi, na Politechnice Warszawskiej i UW. Bojkot zajęć we Wrocławiu.
- 25 marca – za obronę studentów biorących udział w wydarzeniach marcowych zwolniono z uczelni Bronisława Baczkę, Zygmunta Baumana, Włodzimierza Brusa, Marię Hirszowicz, Leszka Kołakowskiego i Stefana Morawskiego.
- 26 marca – premiera filmu Poradnik matrymonialny.
- 10 kwietnia:
  - w odpowiedzi na interpelację Koła Poselskiego „Znak” w sprawie wydarzeń marcowych, premier Józef Cyrankiewicz wygłosił w Sejmie demagogiczną mowę potępiającą uczestników protestów społecznych.
  - katastrofa kolejowa koło Ząbrowa na trasie z Malborka do Iławy. W wyniku czołowego zderzenia pociągów zginęły obie drużyny z parowozów, konwojent i 2 hamulcowych jadących w brankardzie.
- 11 kwietnia:
  - Edward Ochab zrezygnował ze stanowiska przewodniczącego Rady Państwa. Zastąpił go Marian Spychalski.
  - Wojciech Jaruzelski został ministrem obrony narodowej.
- 14 kwietnia – premiera filmu Wilcze echa.
- 23 kwietnia – w Słubicach zmierzono rekordową temperaturę w kwietniu (+30,9 °C).
- 24 kwietnia – Stadion Śląski: Kazimierz Deyna zadebiutował w reprezentacji narodowej w meczu towarzyskim Polska – Turcja (8:0).
- 6/7 maja – w nocy nad Tatrami przetoczył się najsilniejszy odnotowany wiatr halny, osiągający prędkość około 300 km/h.
- 16 maja – w areszcie w Mysłowicach został stracony Karol Kot, seryjny morderca z Krakowa.
- 17 maja – katastrofa polskiego samolotu szkolno-treningowego TS-8 Bies w miejscowości Dziwiszów koło Jeleniej Góry; zginął pilot, a drugi został ranny.
- 19 maja – koronacja figury NMP Anielskiej przez Stefana Wyszyńskiego i Karola Wojtyłę w bazylice NMP Anielskiej w Dąbrowie Górniczej.
- 23 maja – w katastrofie myśliwca MiG-21 w Zegrzu Pomorskim zginął pilot.
- 30 maja – w Warszawie odsłonięto Pomnik Czynu Chłopskiego.
- 31 maja – Stefan Kisielewski rozpoczął pisanie Dzienników.
- 4 czerwca – otwarto Muzeum Plakatu w Wilanowie.
- 5 czerwca – we Wrocławiu odsłonięto pomnik papieża Jana XXIII.
- 8 czerwca – utworzono Uniwersytet Śląski w Katowicach i Politechnikę Koszalińską.
- 20 lipca – uruchomiono największy polski sztuczny zbiornik wody na Sanie w Solinie o powierzchni 22 km².
- 23 lipca – 5 górników zginęło w eksplozji metanu i pyłu węglowego w KWK „Niwka-Modrzejów” w Sosnowcu.
- 27 lipca – minister obrony narodowej gen. Wojciech Jaruzelski powołał ze składu Śląskiego Okręgu Wojskowego 2. Armię WP, mającą wziąć udział w interwencji wojsk Układu Warszawskiego w Czechosłowacji.
- 11 sierpnia – prymas Stefan Wyszyński koronował obraz Matki Boskiej Świętolipskiej.
- 6 września – premiera filmu Hrabina Cosel.
- 8 września – Ryszard Siwiec dokonał samospalenia na Stadionie Dziesięciolecia w proteście przeciw agresji na Czechosłowację; zmarł po 4 dniach w wyniku odniesionych oparzeń.
- 12 września – w Zielonej Górze, Zofia Kołakowska ustanowiła rekord Polski w biegu na 1500 m wynikiem 4:34,4 s.
- 14 września – Zielona Góra:
  - Bożena Kania ustanowiła rekord Polski w biegu na 100 m ppł. wynikiem 14,1 s.
  - Wilhelm Weistand ustanowił rekord Polski w biegu na 400 m ppł. wynikiem 50,4 s.
- 30 września – podniesienie bandery na kutrze rakietowym ORP „Ustka”.
- 8 października – zostały wprowadzone zmiany w ustawie o szkolnictwie wyższym.
- 10 października – Telewizja Polska wyemitowała premierowy odcinek serialu Stawka większa niż życie.
- 12 października – premiera filmu Ostatni po Bogu.
- 14 października – odbyła się premiera filmu Struktura kryształu.
- 16 października – Edward Romanowski ustanowił rekord Polski w biegu na 200 m wynikiem 20,80 s.
- 18 października:
  - Irena Kirszenstein-Szewińska ustanowiła rekord Polski w biegu na 200 m wynikiem 22,5 s.
  - Andrzej Badeński ustanowił rekord Polski w biegu na 400 m wynikiem 45,42 s.
- 7 listopada – premiera filmu Lalka.
- 11 listopada – rozpoczęły się obrady V Zjazdu PZPR. Gościem honorowym Zjazdu był Leonid Breżniew.
- 16 listopada – zakończył się V zjazd PZPR.
- 1 grudnia – paprykarz szczeciński otrzymał znak jakości „Q”.
- 4 grudnia – otwarto Stadion Zimowy w Tychach.
- 5 grudnia – Polska ratyfikowała Konwencję o Eliminowaniu Wszystkich Form Dyskryminacji Rasowej.
- 18 grudnia – Filharmonia Wrocławska została przeniesiona do nowej siedziby.
- 20 grudnia – album Czesława Niemena Dziwny jest ten świat jako pierwsze polskie wydawnictwo muzyczne otrzymał status Złotej Płyty.

## Wydarzenia na świecie
- 1 stycznia – Francja objęła prezydencję w Radzie Unii Europejskiej.
- 2 stycznia – Christiaan Barnard dokonał w klinice w Kapsztadzie drugiego w historii zabiegu przeszczepienia serca. Pacjent przeżył 19 miesięcy.
- 5 stycznia – Alexander Dubček został wybrany na sekretarza partii komunistycznej w Czechosłowacji.
- 7 stycznia – NASA: została wystrzelona sonda księżycowa Surveyor 7.
- 8 stycznia – otwarto halę hokejową Pacific Coliseum w Vancouver.
- 9 stycznia – ustanowiono flagę Mauritiusa.
- 10 stycznia:
  - amerykańska sonda Surveyor 7 wylądowała na Księżycu.
  - John Gorton został premierem Australii.
  - wojna wietnamska: Stany Zjednoczone straciły podczas nalotów w Wietnamie 10-tysięczny samolot.
- 11 stycznia – Salomon Tandeng Muna został premierem Zachodniego Kamerunu.
- 13 stycznia – Johnny Cash nagrał jeden ze swych najlepszych albumów koncertowych, zarejestrowany na żywo podczas występu charytatywnego w więzieniu Folsom w Kalifornii.
- 20 stycznia – Roman Polański ożenił się z Sharon Tate.
- 20 stycznia–10 lutego – wojna wietnamska: ofensywa Vietcongu w Wietnamie Południowym.
- 21 stycznia:
  - w okolicach Qaanaaq (dawn. Thule) na Grenlandii, doszło do katastrofy samolotu B-52 z czterema bombami wodorowymi na pokładzie (wyciek dużych ilości plutonu pod pokrywę lodową, którego większość została odzyskana).
  - 31 północnokoreańskich komandosów zaatakowało pałac prezydencki w Seulu; 29 z nich zginęło, jeden został ujęty, a drugiemu udało się zbiec do Korei Północnej. Po stronie południowokoreańskiej zginęło kilkudziesięciu żołnierzy, w tym 3 Amerykanów.
- 22 stycznia – NASA wystrzeliła bezzałogowy statek kosmiczny Apollo 5.
- 23 stycznia:
  - amerykański okręt wojenny USS „Pueblo” został uprowadzony wraz z załogą do Korei Północnej.
  - powstała Izraelska Partia Pracy.
  - w Danii odbyły się wybory parlamentarne.
- 29 stycznia – przyjęto konstytucję Nauru.
- 30 stycznia:
  - Japonia wyrzekła się posiadania, produkcji i wprowadzania na obszar kraju broni atomowej.
  - wojna wietnamska: rozpoczęła się ofensywa Tết; atak armii Wietnamu Północnego i Vietcongu na Wietnam Południowy.
- 31 stycznia:
  - wojna wietnamska: oddziały Vietcongu zaatakowały ambasadę amerykańską w Sajgonie.
  - Australia przyznała niepodległość Nauru.
- Luty – zniesienie kary śmierci w Austrii.
- 2 lutego – Hilmar Baunsgaard został premierem Danii.
- 6 lutego:
  - dokonano otwarcia zimowych igrzysk olimpijskich w Grenoble we Francji.
  - Ludmiła Czernych odkryła planetoidę Gagarin.
- 8 lutego – został utworzony Park Narodowy Komoé (Wybrzeże Kości Słoniowej).
- 10 lutego – wojna wietnamska: zakończyła się ofensywa Tết w Wietnamie.
- 25 lutego – wojna wietnamska: żołnierze południowokoreańskiej piechoty morskiej dokonali masakry 135 osób w wiosce Ha My w Wietnamie Południowym, po czym pochowali ofiary w masowym grobie.
- 2 marca – wystrzelono radziecką próbną sondę księżycową Zond 4.
- 3 marca – wojna wietnamska: zakończyła się bitwa o Huế.
- 6 marca – 63 osoby zginęły w katastrofie francuskiego Boeinga 707 na Gwadelupie.
- 8 marca – na północny zachód od Hawajów zatonął radziecki okręt podwodny o napędzie diesel-elektrycznym K-129; zginęło 86 członków załogi.
- 12 marca – Mauritius uzyskał niepodległość w ramach brytyjskiej Wspólnoty Narodów.
- 16 marca:
  - wojna wietnamska: amerykańscy żołnierze dokonali masakry w Mỹ Lai.
  - General Motors wyprodukował swój 100-milionowy samochód (Oldsmobile Toronado).
- 21 marca – izraelscy komandosi zaatakowali bazy OWP w Jordanii. W walkach zginęło 150 Arabów i 20 żołnierzy izraelskich (operacja Inferno).
- 22 marca – początek protestów studenckich (Maj 1968) we Francji, mających apogeum w maju 1968 roku. W ich wyniku ustąpił Charles de Gaulle oraz wprowadzono reformy socjalne.
- 24 marca – pod Wexford w Irlandii rozbił się samolot Vickers Viscount irlandzkich linii Aer Lingus; zginęło 61 osób.
- 27 marca:
  - w wypadku lotniczym zginął Jurij Gagarin, radziecki kosmonauta, pierwszy człowiek w kosmosie.
  - gen. Suharto został formalnie wybrany drugim prezydentem Indonezji przez Ludowe Zgromadzenie Konsultatywne.
- 28 marca – papież Paweł VI wydał dekret znoszący honorowy tytuł Asystenta Tronu Papieskiego.
- 30 marca:
  - Ludvík Svoboda został mianowany prezydentem Czechosłowacji.
  - po ponad 50 latach wycofano z wyposażenia brytyjskiej armii karabin maszynowy Vickers.
- 31 marca – prezydent Lyndon B. Johnson oznajmił, że nie będzie się ubiegał o drugą, pełną kadencję.
- 4 kwietnia:
  - James Earl Ray zastrzelił w Memphis (Tennessee, USA) pastora Martina Luthera Kinga.
  - rozpoczęła się bezzałogowa misja Apollo 6.
- 6 kwietnia:
  - w Londynie odbył się 13. Konkurs Piosenki Eurowizji.
  - 41 osób zginęło, a ponad 150 zostało rannych w podwójnej eksplozji gazu ziemnego i materiałów wybuchowych w jednym z uszkodzonych budynków na przedmieściach Richmond w stanie Indiana.
- 7 kwietnia – została wystrzelona radziecka sonda księżycowa Łuna 14.
- 8 kwietnia:
  - Oldřich Černík został premierem Czechosłowacji.
  - w Boeingu 707 brytyjskich linii BOAC ze 127 osobami na pokładzie, krótko po starcie z londyńskiego lotniska Heathrow w rejs do Sydney eksplodował silnik. W wyniku pożaru po nieudanym awaryjnym lądowaniu zginęło 5 osób, a 38 zostało rannych.
- 9 kwietnia – wystrzelono pierwszą rakietę z francusko-europejskiego Gujańskiego Centrum Kosmicznego.
- 10 kwietnia:
  - Jacobus Johannes Fouché został prezydentem Republiki Południowej Afryki.
  - w porcie w Wellington na Nowej Zelandii zatonął po uderzeniu w skały podczas cyklonu prom pasażerski TEV „Wahine”. Spośród 733 osób na pokładzie zginęły 53.
  - odbyła się 40. ceremonia wręczenia Oscarów.
- 11 kwietnia – w Berlinie Zachodnim prawicowy ekstremista ciężko zranił przywódcę socjalistycznego związku studentów niemieckich Rudiego Dutschke.
- 20 kwietnia:
  - Pierre Trudeau został premierem Kanady.
  - Namibia: 123 osoby zginęły w katastrofie Boeinga 707-344C należącego do South African Airways.
  - w miejscowości Tastrup w Danii odbył się pierwszy koncert zespołu Deep Purple, występującego jeszcze pod szyldem Roundabout.
- 22 kwietnia – została podpisana Umowa o ratowaniu kosmonautów, powrocie kosmonautów i zwrocie obiektów wypuszczonych w przestrzeń kosmiczną.
- 24 kwietnia – Mauritius został członkiem ONZ.
- 29 kwietnia – premiera musicalu Hair na Broadwayu.
- 2 maja:
  - wystartował Channel 1, pierwszy kanał telewizyjny w Izraelu.
  - wystartował drugi kanał rumuńskiej telewizji publicznej TVR2.
- 3 maja:
  - wybuch protestów studenckich w Paryżu.
  - 85 osób zginęło w teksańskim mieście Dawson w katastrofie samolotu pasażerskiego Lockheed L188A.
- 5 maja – we Frankfurcie nad Odrą odsłonięto pomnik Karola Marksa.
- 9 maja – uchwalono nową konstytucję NRD.
- 14 maja – podniesiono prędkość na kolei zachodnioniemieckiej do 200 km/h w ruchu planowym pociągów pasażerskich, najpierw na trasie Monachium – Augsburg[1].
- 22 maja – na południe od Azorów zatonął amerykański okręt podwodny USS Scorpion, zginęło 99 marynarzy.
- 26 maja – na Islandii wprowadzono ruch prawostronny.
- 28 maja – krótko po starcie z lotniska Chhatrapati Shivaji w Bombaju rozbił się samolot pasażerski Convair 990 Coronado linii Garuda Indonesia, w wyniku czego zginęło 29 osób znajdujących się na pokładzie (15 pasażerów i 14 członków załogi) oraz jedna osoba na ziemi.
- 30 maja:
  - prezydent Francji Charles de Gaulle rozwiązał Zgromadzenie Narodowe.
  - wysadzono w powietrze kościół św. Pawła w Lipsku.
  - w reakcji na protesty studenckie, zachodnioniemiecki Bundestag uchwalił ustawy wyjątkowe, ograniczające wolności obywatelskie i umożliwiające władzy skuteczniejszą walkę z zamieszkami.
- 3 czerwca – w Nowym Jorku feministka Valeria Solanas postrzeliła Andy’ego Warhola, ciężko go raniąc.
- 5 czerwca – w hotelu w Los Angeles został postrzelony przez Palestyńczyka Sirhana Sirhana kandydat Partii Demokratycznej w wyborach prezydenckich senator Robert F. Kennedy. W wyniku odniesionych obrażeń zmarł następnego dnia.
- 7 czerwca – otwarto Legoland Billund w Danii.
- 8 czerwca – na londyńskim lotnisku Heathrow został zatrzymany James Earl Ray, który dwa miesiące wcześniej zastrzelił Martina Luthera Kinga.
- 10 czerwca – w rozegranym w Rzymie finale III Mistrzostw Europy w Piłce Nożnej Włochy pokonały Jugosławię 2:0.
- 12 czerwca – premiera horroru Dziecko Rosemary w reżyserii Romana Polańskiego.
- 15 czerwca – zwodowano atomowy okręt podwodny USS „Seahorse”.
- 18 czerwca – dokonano oblotu samolotu rozpoznawczego Tu-142.
- 20 czerwca – w Sacramento, Amerykanin Jim Hines jako pierwszy sprinter przebiegł 100 m w czasie krótszym niż 10 sekund (nowy rekord świata wyniósł 9,9 s.).
- 23 czerwca – 74 osoby zostały stratowane, a 150 odniosło rany przy bramie wyjściowej na jednym ze stadionów w Buenos Aires.
- 26 czerwca – w Czechosłowacji zniesiono cenzurę.
- 30 czerwca – dokonano oblotu amerykańskiego samolotu transportowego Lockheed C-5 Galaxy.
- 1 lipca:
  - Włochy objęły prezydencję w Radzie Unii Europejskiej.
  - Stany Zjednoczone, Wielka Brytania, ZSRR i 58 państw podpisało „Układ o nierozprzestrzenianiu broni jądrowej”.
- 16 lipca – ultimatum państw Układu Warszawskiego wobec Czechosłowacji.
- 17 lipca:
  - w Iraku doszło do przewrotu przeprowadzonego przez partię Baas. Miejsce obalonego prezydenta Abd ar-Rahmana Arifa zajął Ahmed Hassan al-Bakr.
  - w Londynie odbyła się premiera animowanego filmu „Żółta łódź podwodna”.
  - w Sztokholmie, Fin Jouho Kuha ustanowił rekord świata w biegu na 3000 m przeszk. wynikiem 8:24,2 s.
- 18 lipca – powstała korporacja Intel, czołowy producent procesorów.
- 20 lipca – w Londynie, Jugosłowianka Vera Nikolic ustanowiła rekord świata w biegu na 800 m wynikiem 2:00,5 s.
- 25 lipca – papież Paweł VI wydał encyklikę Humanae vitae.
- 13 sierpnia – w Atenach doszło do nieudanego zamachu bombowego na szefa junty wojskowej Jeorjosa Papadopulosa.
- 20/21 sierpnia – Praska Wiosna: w nocy wojska Układu Warszawskiego wkroczyły do Czechosłowacji (operacja Dunaj).
- 22 sierpnia – papież Paweł VI rozpoczął podróż apostolską do Kolumbii i na Bermudy.
- 24 sierpnia – na atolu Fangataufa została zdetonowana pierwsza francuska bomba wodorowa.
- 25 sierpnia – w proteście przeciwko inwazji wojsk Układu Warszawskiego na Czechosłowację radzieccy dysydenci dokonali w Moskwie symbolicznej demonstracji na placu Czerwonym.
- 26 sierpnia:
  - Praska Wiosna: władze czechosłowackie skapitulowały. Alexander Dubček pozostał na stanowisku.
  - wydano singel Hey Jude grupy The Beatles.
- 28 sierpnia – Chińskie Radio Międzynarodowe nadało pierwszą audycję w języku polskim.
- 29 sierpnia – następca tronu Norwegii, przyszły król Harald V poślubił Sonję Haraldsen.
- 6 września – Suazi uzyskało niepodległość (od Wielkiej Brytanii).
- 11 września – 95 osób zginęło w katastrofie samolotu Sud Aviation Caravelle 3 pod Antibes we Francji.
- 12 września – wycofanie wojsk Układu Warszawskiego z Czechosłowacji.
- 13 września – Albania opuściła Układ Warszawski.
- 14 września – została wystrzelona radziecka sonda księżycowa Zond 5.
- 22 września:
  - zakończyły się, kierowane przez Kazimierza Michałowskiego, prace nad przenoszeniem świątyni Ramzesa II w Abu Simbel.
  - całkowite zaćmienie słońca widoczne nad Syberią, Kazachstanem i północno-zachodnimi Chinami.
- 24 września – Suazi zostało członkiem ONZ.
- 26 września:
  - na łamach „Prawdy” ukazał się artykuł przedstawiający tzw. doktrynę Breżniewa.
  - RFN: powstała Niemiecka Partia Komunistyczna.
- 28 września – w katastrofie samolotu Douglas C-54 Skymaster w nigeryjskim Port Harcourt zginęło 58 osób.
- 1 października – odbyła się premiera niskobudżetowego filmowego horroru Noc żywych trupów w reżyserii George’a A. Romero.
- 2 października – masakra w Tlatelolco: ponad 300 osób zginęło po tym, jak wojsko otworzyło ogień do pokojowo protestujących studentów w Meksyku.
- 3 października – w Peru generał Juan Velasco Alvarado obalił prezydenta Fernando Belaúnde Terry’ego.
- 4 października – dokonano oblotu samolotu pasażerskiego Tu-154.
- 10 października – premiera filmu Barbarella.
- 11 października:
  - Program Apollo: rozpoczęła się załogowa misja Apollo 7.
  - Panama: generał Omar Torrijos obalił prezydenta Arnulfo Ariasa.
- 12 października – Gwinea Równikowa (jako Gwinea Hiszpańska) proklamowała niepodległość.
- 12–27 października – Letnie Igrzyska Olimpijskie w Meksyku:
  - 15 października – David Hemery ustanowił rekord świata w biegu na 400 m ppł. wynikiem 48,12 s.
  - 16 października:
    - Amerykanin Tommie Smith ustanowił rekord świata w biegu na 200 m wynikiem 19,83 s.
    - Australijczyk Peter Norman ustanowił rekord Australii i Oceanii w biegu na 200 m wynikiem 20,06 s.
    - w trakcie wykonywania amerykańskiego hymnu po dekoracji medalistów biegu na 200 metrów, dwaj czarnoskórzy sprinterzy z USA wykonali gest solidarności z ruchem Black Power, podnosząc w górę pięści w czarnych rękawiczkach.

  - 18 października:
    - Irena Kirszenstein-Szewińska ustanowiła rekord świata w biegu na 200 m wynikiem 22,5 s.
    - Lee Evans ustanowił rekord świata w biegu na 400 m wynikiem 43,86 s.
    - Amerykanin Bob Beamon w finale konkursu skoku w dal ustanowił rekord świata, uzyskując 8,90 m.

  - 20 października – Igrzyska w Meksyku: Amerykanin Dick Fosbury wynikiem 2,24 m zdobył złoty medal w skoku wzwyż, stosując po raz pierwszy rewolucyjną technikę skoku, używaną do dziś.
- 17 października – odbyła się premiera filmu Bullitt w reżyserii Petera Yatesa, ze Steve’em McQueenem w roli głównej.
- 18 października – papież Paweł VI ustanowił diecezję reykjavícką.
- 22 października – zakończyła się załogowa misja kosmiczna Apollo 7.
- 24 października – odbył się ostatni lot amerykańskiego samolotu rakietowego X-15.
- 25 października – rozpoczęła się bezzałogowa misja kosmiczna Sojuz 2.
- 26 października – rozpoczęła się załogowa misja kosmiczna Sojuz 3 (Gieorgij Bieriegowoj).
- 30 października – premiera filmu Żandarm się żeni.
- 31 października – koniec rewolucji kulturalnej w Chińskiej Republice Ludowej
- 5 listopada:
  - republikański kandydat Richard Nixon zwyciężył w wyborach prezydenckich w USA, pokonując demokratycznego wiceprezydenta Huberta Humphreya oraz, kandydującego jako „niezależny”, przedstawiciela Południa – George’a Wallace’a.
  - robotnik z Dniepropietrowska Wasyl Makuch dokonał w Kijowie samospalenia w proteście przeciwko przynależności Ukrainy do ZSRR.
- 8 listopada – przyjęto Konwencję wiedeńską o ruchu drogowym oraz Konwencję wiedeńską o znakach i sygnałach drogowych.
- 19 listopada – w wojskowym zamachu stanu został obalony prezydent Mali Modibo Keïta.
- 22 listopada:
  - 12 osób zginęło, a ponad 50 zostało rannych w wybuchu samochodu-pułapki na rynku Mahane Yehuda w Jerozolimie.
  - ukazał się Biały Album grupy The Beatles.
- 26 listopada:
  - przyjęta przez ONZ na wniosek Polski konwencja wykluczyła przedawnienie zbrodni wojennych.
  - premiera modelu Audi 100.
- 4 grudnia – premiera filmu Tylko dla orłów.
- 12 grudnia – w pobliżu Caracas w katastrofie Boeinga 707 linii Pan Am zginęło 51 osób.
- 17 grudnia – Mary Flora Bell, brytyjska 11-letnia morderczyni dwóch małych chłopców została skazana na bezterminowy pobyt w zakładzie poprawczym.
- 20 grudnia – amerykański seryjny morderca Zodiak zamordował dwie pierwsze swoje ofiary.
- 21 grudnia:
  - rozpoczęła się misja załogowa Apollo 8, pierwsza, która osiągnęła orbitę Księżyca.
  - odbyła się premiera filmu Pewnego razu na Dzikim Zachodzie.
- 23 grudnia:
  - po 11 miesiącach niewoli Korea Północna zwolniła 82 marynarzy amerykańskich z uprowadzonego okrętu wywiadowczego USS „Pueblo”.
  - telewizja izraelska rozpoczęła regularne nadawanie programu.
- 24 grudnia – dziesięciokrotne okrążenie Księżyca przez astronautów amerykańskich (Apollo – Apollo 8). Tego samego dnia pilot modułu księżycowego William Anders wykonał zdjęcie wschodu Ziemi.
- 26 grudnia – arabscy terroryści ostrzelali na lotnisku w Atenach izraelski samolot pasażerski; zginęła 1 osoba, a 2 zostały ranne.
- 27 grudnia – zakończyła się misja Apollo 8.
- 28 grudnia:
  - izraelscy komandosi, w odwecie za ostrzelanie dwa dni wcześniej samolotu El Al na lotnisku w Atenach, wysadzili 13 samolotów pasażerskich na międzynarodowym lotnisku w Bejrucie.
  - na pół roku przed śmiercią, w swym mieszkaniu we francuskim Vence Witold Gombrowicz poślubił Ritę Labrosse.
- 31 grudnia – pierwszy start Tu-144.
- Epidemia grypy „Hongkong”, zmarło ok. 700 tys. osób.

## Urodzili się
- 1 stycznia:
  - Rick J. Jordan, niemiecki muzyk, członek zespołu Scooter
  - Davor Šuker, chorwacki piłkarz, działacz piłkarski
- 2 stycznia:
  - Oleg Dieripaska, rosyjski przedsiębiorca
  - Cuba Gooding Jr., amerykański aktor
  - Anky van Grunsven, holenderska dresażystka
  - Oliver Strohmaier, austriacki skoczek narciarski
  - Zbigniew Stryj, polski aktor
- 3 stycznia: 
  - Ennio Falco, włoski strzelec sportowy
  - Adam Wodarczyk, polski duchowny katolicki, biskup pomocniczy katowicki
- 4 stycznia: 
  - Marek Charzewski, polski nauczyciel, polityk, samorządowiec, burmistrz Malborka
  - Marcelo Fracchia, urugwajski piłkarz
- 5 stycznia:
  - Giorgi Baramidze, gruziński polityk, premier Gruzji
  - DJ BoBo, szwajcarski didżej, piosenkarz, producent muzyczny
  - Juan Alberto Espil, argentyńsko-włoski koszykarz
  - Andrzej Gołota, polski bokser
  - Rufin Lué, iworyjski piłkarz
  - Leila Meschi, gruzińska tenisistka
  - Jim O’Callaghan, irlandzki polityk
- 6 stycznia: 
  - John Singleton, amerykański reżyser, scenarzysta i producent filmowy (zm. 2019)
  - Gábor Szetey, węgierski polityk
  - Mel Rey Uy, filipiński duchowny katolicki, biskup Luceny
- 7 stycznia:
  - Andriej Czernyszow, rosyjski piłkarz
  - Georgi Gospodinow, bułgarski poeta, prozaik
  - Władimir Małachow, rosyjski tancerz
  - Marat Mułaszew, rosyjski piłkarz
  - Carl Schlyter, szwedzki polityk
- 8 stycznia:
  - Giovanni De Benedictis, włoski lekkoatleta, chodziarz
  - Catalina Saavedra, chilijska aktorka
  - Francis Severeyns, belgijski piłkarz
- 9 stycznia:
  - Joey Lauren Adams, amerykańska aktorka, reżyserka filmowa i telewizyjna
  - Leo Klein Gebbink, holenderski hokeista na trawie
  - Natalia Kruszyna, polska historyk sztuki, muzeolog
- 10 stycznia: 
  - Andrzej Dobrzyński, polski ksiądz katolicki
  - Keziah Jones, nigeryjski wokalista, gitarzysta
  - Attila Repka, węgierski zapaśnik
  - Agnieszka Suchora, polska aktorka
- 11 stycznia:
  - Ryszard Bartosik, polski rolnik, samorządowiec, polityk, poseł na Sejm RP
  - Anders Borg, szwedzki ekonomista, polityk
  - Titus Corlățean, rumuński prawnik, polityk
  - Tom Dumont, amerykański gitarzysta, członek zespołu No Doubt
  - Agata Kopczyk, polska siatkarka, trenerka
  - Emilio Kovacić, chorwacki koszykarz
  - Benjamin List, niemiecki chemik, laureat Nagrody Nobla
  - Ben Rivera, dominikański baseballista
  - Larry Robinson, amerykański koszykarz
- 12 stycznia: 
  - Christopher Gartin, amerykański aktor
  - Rachael Harris, amerykańska aktorka
  - Beata Igielska, polska dziennikarka, pisarka, poetka
  - Heather Mills, brytyjska modelka
  - Mauro Silva, brazylijski piłkarz
  - Raf Simons, belgijski projektant mody
- 13 stycznia:
  - Traci Bingham, amerykańska aktorka, modelka
  - Gabriel Correa, urugwajski piłkarz
  - Kim Gun-mo, południowokoreański piosenkarz, kompozytor
  - Gianni Morbidelli, włoski kierowca wyścigowy
  - Pat Onstad, kanadyjski piłkarz, bramkarz
  - Bohdan Stroncicki, ukraiński piłkarz, bramkarz
  - Antonio Tartaglia, włoski bobsleista
- 14 stycznia:
  - Veikka Gustafsson, fiński wspinacz
  - R. Brandon Johnson, amerykański aktor
  - Marc Keller, francuski piłkarz
  - Dorota Krawczak, polska lekkoatletka, sprinterka i płotkarka
  - LL Cool J, amerykański raper pochodzenia brytyjskiego
  - Agnieszka Wawrzkiewicz-Kowalska, polska aktorka
  - Krystyna Zabawska, polska lekkoatletka, kulomiotka
- 15 stycznia: 
  - Adnan Erkan, turecki piłkarz, bramkarz
  - Vincent Geisser, francuski politolog, socjolog
  - Ewa Lieder, polska działaczka samorządowa, polityk, poseł na Sejm RP
  - Chad Lowe, amerykański aktor, reżyser i producent filmowy i telewizyjny pochodzenia irlandzkiego
  - Iñaki Urdangarin, hiszpański piłkarz ręczny, członek rodziny królewskiej
- 16 stycznia:
  - Benedykt Aleksijczuk, ukraiński duchowny greckokatolicki obrządku bizantyjsko-ukraińskiego, eparcha Chicago
  - Olga Bończyk, polska aktorka, wokalistka
  - David Chokachi, amerykański aktor
  - Pavel Janáček, czeski krytyk i historyk literatury
  - Wojciech Kobiałko, polski aktor
  - Denis Lemyre, francuski kolarz torowy
  - Atticus Ross, brytyjski muzyk, kompozytor, producent muzyczny
- 17 stycznia:
  - Stella de Heij, holenderska hokeistka na trawie, bramkarka
  - Swietłana Mastierkowa, rosyjska lekkoatletka, biegaczka długodystansowa
  - Obed Sullivan, amerykański bokser
- 18 stycznia:
  - David Ayer, amerykański scenarzysta, reżyser i producent filmowy
  - Ann Battelle, amerykańska narciarka dowolna
  - Antonio de la Torre, hiszpański aktor
  - Siniša Školneković, chorwacki piłkarz wodny
- 19 stycznia: 
  - Knut Olav Åmås, norweski pisarz, dziennikarz
  - David Bartlett, australijski polityk
  - Kevin Churko, kanadyjski muzyk, kompozytor, producent muzyczny, inżynier dźwięku
  - Whitfield Crane, amerykański wokalista, członek zespołów: Ugly Kid Joe, Life of Agony i Medication(inne języki)
  - Swetosław Malinow, bułgarski politolog, pedagog, polityk
  - Artūras Visockas, litewski polityk, mer Szawli
- 20 stycznia:
  - Muchammedkałyj Abyłgazijew, kirgiski polityk, premier Kirgistanu
  - Jacek Gomólski, polski żużlowiec (zm. 2021)
  - Dieter Moherndl, niemiecki snowboardzista
- 21 stycznia:
  - Dmitrij Fomin, rosyjski siatkarz
  - Martin Lynes, australijski aktor
  - Charlotte Ross, amerykańska aktorka
  - Ilja Smirin, białoruski i izraelski szachista
  - Robert Talarczyk, polski aktor, reżyser, scenarzysta, dramaturg
- 22 stycznia:
  - Violetta Arlak, polska aktorka
  - Attila Bartis, węgierski pisarz, fotograf
  - Franka Dietzsch, niemiecka lekkoatletka, dyskobolka
  - Marek Garmulewicz, polski zapaśnik
  - Frank Lebœuf, francuski piłkarz
  - Hiroshi Morie, japoński basista, członek zespołu X JAPAN (zm. 2023)
  - Doman Nowakowski, polski aktor, dramaturg, reżyser, scenarzysta
  - Mauricio Serna, kolumbijski piłkarz
  - Andriej Sokołow, kazachski hokeista
  - Alain Sutter, szwajcarski piłkarz
- 23 stycznia:
  - Joanna Borer, polska aktorka
  - Tomasz Ciszewicz, polski samorządowiec, burmistrz Słubic
  - Nikki Fuller, amerykańska kulturystka, aktorka
  - Petr Korda, czeski tenisista
- 24 stycznia: 
  - Fernando Escartín, hiszpański kolarz szosowy
  - Michael Kiske, niemiecki wokalista, autor tekstów i piosenek
  - Jarosław Matwiejuk, polski polityk, prawnik, poseł na Sejm RP
  - Carlos Turrubiates, meksykański piłkarz, trener
- 25 stycznia: 
  - Hanna Horyd, polska lekkoatletka, skoczkini w dal
  - Jie Schöpp, niemiecka tenisistka stołowa pochodzenia chińskiego
  - Matthias Wahls, niemiecki szachista, pokerzysta
- 26 stycznia:
  - Eero Aho, fiński aktor
  - Krzysztof Ciebiada, polski polityk, przedsiębiorca, poseł na Sejm RP
  - George Cosac, rumuński aktor
  - Adrian Galbas, polski duchowny katolicki, biskup pomocniczy ełcki
  - Jan Jansson, szwedzki piłkarz
- 27 stycznia:
  - Maurício Lima, brazylijski siatkarz
  - Mike Patton, amerykański wokalista, muzyk
  - Tricky, brytyjski muzyk
- 28 stycznia:
  - Aleksandra Klich, polska dziennikarka
  - DJ Muggs, amerykański raper, producent muzyczny
  - Sarah McLachlan, kanadyjska wokalistka, pianistka, kompozytorka
- 29 stycznia: 
  - Edward Burns, amerykański aktor, reżyser filmowy
  - Susi Erdmann, niemiecka saneczkarka, bobsleistka
- 30 stycznia: 
  - Filip VI Burbon, król Hiszpanii
  - Trevor Dunn, amerykański basista, członek zespołów: Mr. Bungle, Secret Chiefs 3, Fantômas i The Melvins
  - Switłana Mazij, ukraińska wioślarka
  - Barbara Melzer, polska aktorka, wokalistka
- 31 stycznia: 
  - John Collins, szkocki piłkarz, trener
  - Victor Feddersen, duński wioślarz
  - Saidali Jułdaszew, uzbecki szachista
  - Jacek Kozaczyński, polski przedsiębiorca, polityk, poseł na Sejm RP
  - Ulrica Messing, szwedzka polityk
  - Patrick Stevens, belgijski lekkoatleta, sprinter
- 1 lutego:
  - Devair Araújo da Fonseca, brazylijski duchowny katolicki, biskup pomocniczy São Paulo
  - Monika Bolly, polska aktorka
  - Lisa Marie Presley, amerykańska aktorka, piosenkarka, autorka tekstów (zm. 2023)
  - Mark Recchi, kanadyjski hokeista
  - Javier Sánchez, hiszpański tenisista
  - Pauly Shore, amerykański aktor, komik
  - Hannes Trinkl, austriacki narciarz alpejski
- 2 lutego:
  - Joanna Bator, polska pisarka, publicystka, felietonistka
  - Espen Bredesen, norweski skoczek narciarski
  - Sean Elliott, amerykański koszykarz
  - Agata Klimek, polska kajakarka (zm. 2018)
  - Dorota Katarzyna Sokołowska, polska dziennikarka radiowa
  - Bojan Zulfikarpašić, serbski muzyk jazzowy
- 3 lutego: 
  - Vlade Divac, serbski koszykarz
  - Mark Koevermans, holenderski tenisista
  - František Kučera, czeski hokeista
  - Mary Onyali-Omagbemi, nigeryjska lekkoatletka, sprinterka
- 4 lutego: 
  - Joachim Brudziński, polski politolog, dziennikarz, polityk, poseł, wicemarszałek Sejmu RP, minister spraw wewnętrznych i administracji, eurodeputowany
  - Beate Gummelt, niemiecka lekkoatletka, chodziarka
  - Grzegorz Jarzyna, polski reżyser teatralny
  - Antonio Muñoz Gómez, hiszpański piłkarz
  - Éric Sikora, francuski piłkarz pochodzenia polskiego
  - Sami Trabelsi, tunezyjski piłkarz
- 5 lutego:
  - Roberto Alomar, portorykański baseballista
  - Marcus Grönholm, fiński kierowca rajdowy
  - Peter Woodring, amerykański piłkarz
- 6 lutego:
  - Andrzej Ogrodnik, polski komandor
  - Adolfo Valencia, kolumbijski piłkarz
  - Akira Yamaoka, japoński muzyk, kompozytor
- 7 lutego: 
  - Shawn Anderson, kanadyjski hokeista
  - Peter Bondra, słowacki hokeista
  - Marzena Chełminiak, polska dziennikarka radiowa
  - Sully Erna, amerykański wokalista, perkusista, członek zespołu Godsmack
  - Free, amerykańska raperka
  - Diego Olivera, argentyński aktor
  - Mark Tewksbury, kanadyjski pływak
- 8 lutego: 
  - Dana Castañeda, panamska polityczka
  - Gary Coleman, amerykański aktor (zm. 2010)
  - Piotr Zdunek, polski hokeista
- 9 lutego: 
  - Kateřina Brožová, czeska aktorka, piosenkarka
  - Ana Colchero, meksykańska aktorka, pisarka, ekonomistka pochodzenia hiszpańskiego
  - Darius Lukminas, litewski koszykarz
  - Scott Ollerenshaw, australijski piłkarz
  - Derek Strong, amerykański koszykarz
  - Piotr Sztajdel, polski keyboardzista i kompozytor
- 10 lutego:
  - Maurits Crucq, holenderski hokeista na trawie
  - Mariusz Podolak, polski siatkarz
  - Garrett Reisman, amerykański inżynier, astronauta
  - Rowena Sweatman, brytyjska judoczka
- 11 lutego: 
  - Anne Samplonius, kanadyjska kolarka szosowa pochodzenia amerykańskiego
  - Agnieszka Szuchnicka, polska florecistka
- 12 lutego: 
  - Josh Brolin, amerykański aktor
  - Christopher McCandless, amerykański wędrowiec, pamiętnikarz (zm. 1992)
  - Nathan Rees, australijski polityk
  - Ioan Sabău, rumuński piłkarz, trener
  - Carrie Steinseifer amerykańska pływaczka
- 13 lutego: 
  - Kelly Hu, amerykańska aktorka pochodzenia chińsko-brytyjskiego
  - Niamh Kavanagh, irlandzka piosenkarka
  - Ken LeBlanc, kanadyjski bobsleista
  - Gabriel Porras, meksykański aktor
  - Peter Thiede, niemiecki wioślarz, sternik
- 14 lutego:
  - Gheorghe Craioveanu, rumuński piłkarz
  - Ľubomír Galko, słowacki polityk
  - Alejandra de la Guerra, peruwiańska siatkarka
  - Raúl González Triana, kubański trener piłkarski
  - Scott Sharp, amerykański kierowca wyścigowy
- 15 lutego:
  - Tomas Svensson, szwedzki piłkarz ręczny, bramkarz
  - Gloria Trevi, meksykańska piosenkarka, autorka tekstów
  - Patrick Wolff, amerykański szachista, trener
- 16 lutego:
  - Dorota Arciszewska-Mielewczyk, polska polityk, poseł na Sejm i senator RP
  - Warren Ellis, brytyjski pisarz, scenarzysta komiksowy i telewizyjny
  - Adina Vălean, rumuńska polityk, eurodeputowana
  - Ołena Żyrko, ukraińska koszykarka
- 17 lutego: 
  - Ellen Buchleitner, niemiecka lekkoatletka, biegaczka średniodystansowa
  - Marcin Jędrzejewski, polski aktor
  - Lidija Karamczakowa, tadżycka i rosyjska zapaśniczka
  - Marco Marsilio, włoski polityk, prezydent Abruzji
  - Dave Palumbo, amerykański kulturysta
  - Giuseppe Signori, włoski piłkarz
  - Wu’er Kaixi, chiński dysydent pochodzenia ujgurskiego
- 18 lutego:
  - Agnieszka Glińska, polska aktorka, reżyserka
  - Emmanuel Gobilliard, francuski duchowny katolicki, biskup pomocniczy Lyonu
  - Molly Ringwald, amerykańska aktorka
- 19 lutego – Krzysztof Wojtyczek, polski prawnik, sędzia Europejskiego Trybunału Praw Człowieka
- 20 lutego: 
  - Kimberly Belle, amerykańska pisarka
  - Ha Seok-ju, południowokoreański piłkarz, trener
  - Sophie Kempf, francuska kolarka górska
  - Latricia Trammell, amerykańska trenerka koszykarska
  - Jacek Zamojski, polski hokeista
- 21 lutego:
  - Patrick Gallagher, kanadyjski aktor
  - Jörg Kukies, niemiecki ekonomista
  - Przemysław Tejkowski, polski aktor
  - Artūras Zuokas, litewski dziennikarz, przedsiębiorca, polityk
- 22 lutego:
  - Marta Cywińska, polska poetka, pisarka, felietonistka, tłumaczka
  - Jeri Ryan, amerykańska aktorka
  - Piotr Żołądek, polski polityk, wicewojewoda świętokrzyski
- 23 lutego: 
  - Juan Carlos Bazalar, peruwiański piłkarz
  - Johan Gielen, belgijski didżej
  - Anna A. Tomaszewska, polska poetka
- 24 lutego:
  - Kendall Cross, amerykański zapaśnik
  - William Guerra, sanmaryński piłkarz
  - Martin Wagner, niemiecki piłkarz
- 25 lutego:
  - Lesley Boone, amerykańska aktorka, piosenkarka, tancerka
  - Thomas G:son, szwedzki gitarzysta, kompozytor, autor tekstów piosenek
  - Cweta Karajanczewa, bułgarska polityk, przewodnicząca Zgromadzenia Narodowego
  - Sandrine Kiberlain, francuska aktorka, piosenkarka
  - Paweł Piskorski, polski polityk, poseł na Sejm RP, prezydent Warszawy, eurodeputowany
  - Oumou Sangaré, malijska piosenkarka
  - Grzegorz Sztwiertnia, polski artysta współczesny
- 26 lutego:
  - Łukasz Buzun, polski duchowny katolicki, biskup pomocniczy kaliski
  - Tim Commerford, amerykański basista, członek zespołu Rage Against the Machine
  - Luis Miguel Salvador, meksykański piłkarz
  - Carina Wiese, amerykańska aktorka
  - Marek Wojtkowski, polski polityk, samorządowiec, poseł na Sejm RP, prezydent Włocławka
- 27 lutego:
  - Tore Aleksandersen, norweski trener siatkówki (zm. 2023)
  - Luigi Chiatti, włoski morderca
  - Lisa McMann, amerykańska pisarka
  - Ståle Solbakken norweski piłkarz, trener
- 28 lutego:
  - Jorge Enrique Abello, kolumbijski aktor
  - Ryszard Czerwiec, polski piłkarz
  - Kim Hak-sung, południowokoreański curler
  - Éric Le Chanony, francuski bobsleista
  - Mirosław Maliszewski, polski samorządowiec, polityk, poseł na Sejm RP
  - Gintautas Šivickas, litewski koszykarz, polityk, przedsiębiorca
  - Gregor Stähli, szwajcarski skeletonista
  - Krzysztof Tołwiński, polski polityk, samorządowiec, poseł na Sejm RP, wicemarszałek województwa podlaskiego
  - Eric Van Meir, belgijski piłkarz, trener
- 29 lutego: 
  - Chucky Brown, amerykański koszykarz, trener
  - Pete Fenson, amerykański curler
- 1 marca:
  - Ołeksandr Krykun, ukraiński lekkoatleta, młociarz
  - Camelia Macoviciuc, rumuńska wioślarka
- 2 marca: 
  - Daniel Craig, brytyjski aktor
  - Chris Hülsbeck, niemiecki kompozytor
- 3 marca: 
  - Caroline Alexander, brytyjska kolarka górska, przełajowa i szosowa
  - Lorena Espinoza, meksykańska lekkoatletka, tyczkarka
  - Vichairachanon Khadpo, tajski bokser
  - Brian Leetch, amerykański hokeista
  - Olga Pasiecznik, polska śpiewaczka operowa (sopran) pochodzenia ukraińskiego
  - Jörg Stiel, szwajcarski piłkarz, bramkarz
- 4 marca:
  - Patsy Kensit, brytyjska aktorka, piosenkarka
  - Kirkor Kirkorow, bułgarski bokser
  - James Lankford, amerykański polityk, senator
  - Kiriakos Mitsotakis, grecki polityk, premier Grecji
- 5 marca:
  - Gordon Bajnai, węgierski polityk i ekonomista
  - Sławomir Grzymkowski, polski aktor
  - Agnieszka Kaczor, polska aktorka
  - Ambrose Mandvulo Dlamini, suazyjski menadżer, urzędnik państwowy, polityk, premier Eswatini (zm. 2020)
  - Dawit Usupaszwili, gruziński polityk
  - Frank Verlaat, holenderski piłkarz
- 6 marca:
  - Carla McGhee, amerykańska koszykarka, trenerka
  - Kamil Durczok, polski dziennikarz telewizyjny i radiowy, publicysta (zm. 2021)
  - Moira Kelly, amerykańska aktorka
  - Igor Koływanow, rosyjski piłkarz, trener
  - Józef Leśniak, polski polityk, poseł na Sejm RP, wicewojewoda małopolski (zm. 2022)
  - Michael Romeo, amerykański muzyk, kompozytor, członek zespołu Symphony X
- 7 marca:
  - Elżbieta Adamska-Wedler, polska polityk, poseł na Sejm RP
  - Jason Altmire, amerykański polityk
  - Adel Amrouche, algierski piłkarz, trener
  - Jeff Kent, amerykański baseballista
  - Krystyna Liberda-Stawarska, polska biathlonistka
  - Przemysław Saleta, polski bokser, kick-bokser
- 8 marca:
  - Michael Bartels, niemiecki kierowca wyścigowy
  - Iryna Merkuszyna, ukraińska biathlonistka
- 9 marca:
  - Beniamino Bonomi, włoski kajakarz
  - Youri Djorkaeff, francuski piłkarz pochodzenia ormiańsko-kałmucko-polskiego
  - Johnny Kelly, amerykański perkusista, członek zespołu Type O Negative
  - Jorge Larrionda, urugwajski sędzia piłkarski
  - Zbigniew Raszewski, polski hokeista
  - Izabela Wiśniewska, polska wioślarka
- 10 marca: 
  - Melih Abdulhayoglu, amerykański przedsiębiorca pochodzenia tureckiego
  - Joanna Osińska, polska dziennikarka, prezenterka telewizyjna, lektorka
  - Krzysztof Szydłowski, polski polityk, przedsiębiorca, senator RP
- 11 marca:
  - Salvador Gómez, hiszpański piłkarz wodny
  - József Nagy, słowacki ekonomista, polityk
  - Takao Ōsawa, japoński aktor
- 12 marca:
  - Igor Chenkin, rosyjski szachista
  - Tammy Duckworth, amerykańska polityk, senator
  - Aaron Eckhart, amerykański aktor
  - Flemming Rasmussen, duński trójboista siłowy, strongman (zm. 2024)
- 13 marca: 
  - Tonya Edwards, amerykańska koszykarka
  - Marek Gróbarczyk, polski inżynier, polityk, poseł na Sejm RP, eurodeputowany, minister Gospodarki Morskiej i Żeglugi Śródlądowej
  - Joshua Marston, amerykański reżyser i scenarzysta filmowy
- 14 marca:
  - Megan Follows, kanadyjska aktorka
  - James Frain, brytyjski aktor, reżyser filmowy, telewizyjny i teatralny
  - Marko Klok, holenderski siatkarz
  - Tomasz Lem, polski tłumacz
  - Jan Sosniok, niemiecki aktor
- 15 marca:
  - Adílson Batista, brazylijski piłkarz, trener
  - Dariusz Chromiec, polski samorządowiec, burmistrz Stronia Śląskiego
  - Mark McGrath, amerykański muzyk, kompozytor, wokalista, członek zespołu Sugar Ray(inne języki)
  - Katarzyna Rybińska, polska lekkoatletka, biegaczka
  - Sabrina Salerno, włoska aktorka, piosenkarka, prezenterka telewizyjna, modelka
  - Cezary Siess, polski szpadzista, florecista
  - Renata Sosin, polska lekkoatletka, sprinterka
  - Anca Tănase, rumuńska wioślarka
  - John Tardy, amerykański wokalista, członek zespołów: Obituary i Tardy Brothers(inne języki)
- 16 marca: 
  - Izabela Dylewska, polska kajakarka
  - Ananya Khare, indyjska aktorka
- 17 marca:
  - Tomo Medved, chorwacki generał, polityk
  - Gabriela Morawska-Stanecka, polska prawniczka, polityk, senator RP
  - Wojciech Picheta, polski lekarz, polityk, poseł na Sejm RP
  - Piotr Spyra, polski polityk, samorządowiec, wicewojewoda śląski
  - Mathew St. Patrick, amerykański aktor
- 18 marca:
  - Bruno le Bras, francuski kolarz przełajowy
  - Miguel Herrera, meksykański piłkarz, trener
  - Temur Kecbaia, gruziński piłkarz, trener
  - Eva Thornton, południowoafrykańska lekkoatletka, tyczkarka
  - Wim de Vos, holenderski kolarz górski i przełajowy
  - Małgorzata Wolf, polska strzelczyni sportowa
- 19 marca:
  - Jorge Alberto Bolaños, meksykański aktor
  - Michael Büskens, niemiecki piłkarz, trener
  - Tyrone Hill, amerykański koszykarz, trener
  - Khaled Mardam-Bey, jordański informatyk
- 20 marca:
  - Roman Brodniak, polski górnik, działacz, poseł na Sejm RP
  - António Juliasse Ferreira Sandramo, mozambicki duchowny katolicki, biskup Pemby
  - John Kocinski, amerykański motocyklista wyścigowy
  - Michael Lowry, amerykański aktor
  - Lawrence Makoare, nowozelandzki aktor pochodzenia maoryskiego
  - Juryj Malejeu, białoruski piłkarz
  - Fernando Palomeque, meksykański piłkarz, bramkarz, trener
  - Liza Snyder, amerykańska aktorka
  - Jekatierina Striżenowa, rosyjska aktorka, prezenterka telewizyjna
  - Andrzej Struj, polski policjant (zm. 2010)
- 21 marca:
  - Jaye Davidson, brytyjski aktor
  - Krzysztof Varga, polski dziennikarz, pisarz
  - Scott Williams, amerykański koszykarz
- 22 marca: 
  - Øystein Aarseth, norweski gitarzysta, członek zespołu Mayhem (zm. 1993)
  - Kazuya Maekawa, japoński piłkarz
- 23 marca: 
  - Damon Albarn, brytyjski wokalista, kompozytor, producent muzyczny
  - Andrea Belluzzi, sanmaryński polityk
  - Angelo Carbone, włoski piłkarz
  - Mitch Cullin, amerykański pisarz
  - Fernando Hierro, hiszpański piłkarz, działacz piłkarski
  - José Rojo Martín, hiszpański piłkarz, trener
- 24 marca:
  - Megan Delehanty, kanadyjska wioślarka
  - Paweł Mazur, polski malarz, rysownik, poeta, prozaik
  - Verónica Vieyra, argentyńska aktorka
- 25 marca:
  - Andrzej Artymowicz, polski reżyser dźwięku
  - Marek Czyż, polski dziennikarz i prezenter telewizyjny
  - Sandro Gozi, włoski prawnik, polityk
- 26 marca:
  - Aida Amer, polsko-palestyńska pisarka
  - Kirsten Barnes, kanadyjska wioślarka
  - Laurent Brochard, francuski kolarz szosowy
  - James Grimes, kanadyjski piłkarz
  - James Iha, amerykański gitarzysta, członek zespołów: The Smashing Pumpkins i A Perfect Circle
  - Anikó Kántor, węgierska piłkarka ręczna
  - Christopher Ward, brytyjski szachista
- 27 marca:
  - Sandra Hess, szwajcarsko-amerykańska aktorka
  - Stacey Kent, amerykańska wokalistka jazzowa
  - Ema Ndoja, albańska aktorka
  - Ma Wenge, chiński tenisista stołowy
  - Ema Ndoja, albańska aktorka
  - Šako Polumenta, czarnogórski piosenkarz, autor tekstów pochodzenia bośniackiego
  - Luca Zaia, włoski polityk, prezydent regionu Wenecja Euganejska
- 28 marca:
  - Ralph Berner, niemiecki kolarz przełajowy, górski i szosowy
  - Alain Caveglia, francuski piłkarz
  - Fabrice Leggeri, francuski urzędnik państwowy i polityk
- 29 marca: 
  - Alan Budikusuma, indonezyjski badmintonista
  - Lucy Lawless, nowozelandzka aktorka, piosenkarka
  - Petko Petkow, bułgarski piłkarz, trener
  - Jurij Suchorukow, ukraiński strzelec sportowy
- 30 marca: 
  - Donna D’Errico, amerykańska aktorka, modelka
  - Céline Dion, kanadyjska piosenkarka, kompozytorka, autorka tekstów
  - Beata Górczyńska-Szmytkowska, polska archiwistka i działaczka opozycyjna
  - Roland Kickinger, austriacki kulturysta, aktor
  - Gilson Kleina, brazylijski trener piłkarski
- 31 marca:
  - Wsiewołod Czaplin, rosyjski duchowny prawosławny, teolog (zm. 2020)
  - Kimmo Kinnunen, fiński lekkoatleta, oszczepnik
  - Ireneusz Krosny, polski aktor, mim
  - J.R. Reid, amerykański koszykarz
  - César Sampaio, brazylijski piłkarz
  - Brian Tutunick, amerykański muzyk, członek zespołu Marilyn Manson
  - Wes Williams, kanadyjski raper, producent muzyczny, aktor
  - Yang Lan, chińska dziennikarka, prezenterka i producentka telewizyjna, bizneswoman
- 1 kwietnia:
  - Mike Baird, australijski polityk
  - Ingrid Klimke, niemiecka jeźdźczyni sportowa
  - Francisco Roig, hiszpański tenisista
  - Alexander Stubb, fiński polityk, premier Finlandii
- 2 kwietnia:
  - Carlos Batres, gwatemalski sędzia piłkarski
  - Alfredo Duvergel, kubański bokser
  - Manuela Hărăbor, rumuńska aktorka
  - Luljeta Lleshanaku, albańska poetka, dziennikarka
- 3 kwietnia: 
  - Sebastian Bach, kanadyjski wokalista, autor tekstów piosenek, aktor
  - Kevin Little, amerykański lekkoatleta, sprinter
  - Maggy Moreno, andorska lekkoatletka, skoczkini wzwyż
- 4 kwietnia:
  - Darren Law, amerykański kierowca wyścigowy
  - Xue Ruihong, chińska łyżwiarka szybka
  - Hypolite Taremae, salomoński polityk
- 5 kwietnia:
  - Paula Cole, amerykańska piosenkarka, autorka tekstów
  - Diamond D, amerykański raper, didżej, producent muzyczny
  - Agnieszka Korniejenko, polska historyk literatury (zm. 2021)
  - Șerban Nicolae, rumuński polityk, prawnik i politolog, senator, sekretarz stanu
  - Borys Somerschaf, polski kompozytor, wokalista, dyrygent
  - Rosen Żelazkow, bułgarski prawnik, polityk
- 6 kwietnia:
  - Iwan Hecko, ukraiński piłkarz, trener
  - Ákos Kovács, węgierski piosenkarz
  - Janusz Radek, polski wokalista, aktor
- 7 kwietnia: 
  - Duncan Armstrong, australijski pływak
  - Uwe Buchtmann, niemiecki kolarz torowy
  - Aleš Čeh, słoweński piłkarz, trener
  - Honorata Górna, polska łyżwiarka figurowa
  - Tuomo Karila, fiński zapaśnik
  - Jennifer Lynch, amerykańska reżyserka i scenarzystka filmowa
  - Christophe Ohrel, szwajcarski piłkarz
- 8 kwietnia:
  - Patricia Arquette, amerykańska aktorka
  - Jan Benedek, polski gitarzysta, członek zespołu T.Love
  - Darius Dimavičius, litewski koszykarz
  - Patricia Girard, francuska lekkoatletka, sprinterka i płotkarka
  - Izabela Szczypiórkowska, polska siatkarka
  - Grzegorz Zgliński, polski reżyser filmowy, kompozytor, gitarzysta
- 9 kwietnia:
  - Terry Brands, amerykański zapaśnik
  - Tom Brands, amerykański zapaśnik
  - Marcel Chládek, czeski samorządowiec, polityk
  - Cutfather, duński producent muzyczny, autor tekstów
  - Janne Ojanen, fiński hokeista, trener
  - Iszdordżijn Otgonbajar, mongolski piłkarz, trener
  - Marie-Claire Restoux, francuska judoczka
- 10 kwietnia:
  - Štěpánka Hilgertová, czeska kajakarka górska
  - Orlando Jones, amerykański aktor
  - Park Jang-sun, południowokoreański zapaśnik
  - Ryszard Remień, polski piłkarz, trener
  - Fahlan Sakkreerin, tajski bokser
  - Estevam dos Santos Silva Filho, brazylijski duchowny katolicki, biskup pomocniczy São Salvador da Bahia
- 11 kwietnia:
  - Ljubinko Drulović, serbski piłkarz, trener
  - Siergiej Łukjanienko, rosyjski pisarz science fiction i fantasy
  - CB Milton, holenderski muzyk eurodance
  - Mirosław Trzeciak, polski piłkarz
- 12 kwietnia:
  - Alicia Coppola, amerykańska aktorka
  - Anna Alina Cybulska, polska poetka, piosenkarka, animatorka kultury
  - Charles Fabian, brazylijski piłkarz
  - Siarhiej Tokć, białoruski historyk, wykładowca akademicki
- 13 kwietnia: 
  - Jeanne Balibar, francuska aktorka, piosenkarka
  - Monika Lubonja, albańska aktorka
- 14 kwietnia:
  - Tomasz Arabski, polski dziennikarz, polityk, dyplomata
  - Andrzej (Gwazawa), gruziński biskup prawosławny
  - Anthony Michael Hall, amerykański aktor
  - Raimundas Karoblis, litewski polityk, dyplomata
- 15 kwietnia: 
  - Edward Feser, amerykański filozof
  - Robert Friedrich, polski gitarzysta, wokalista, członek zespołów: Acid Drinkers i Arka Noego
  - Henning Harnisch, niemiecki koszykarz
  - Mons Kallentoft, szwedzki pisarz, dziennikarz
  - Hassan Ali Khayre, somalijski polityk, premier Somalii
  - Michał Kobosko, polski dziennikarz, polityk, poseł na Sejm RP
  - Ibrahim Lahlafi, marokański lekkoatleta, długodystansowiec
  - Mariusz Malec, polski reżyser, scenarzysta, dokumentalista
  - Iwane Merabiszwili, gruziński inżynier, polityk, premier Gruzji
  - Ed O’Brien, brytyjski gitarzysta, wokalista, członek zespołu Radiohead
- 16 kwietnia: 
  - Greg Baker, amerykański aktor
  - Martin Dahlin, szwedzki piłkarz
  - Andreas Hajek, niemiecki wioślarz
  - Rodney Monroe, amerykański koszykarz
- 17 kwietnia:
  - Jim Bilba, francuski koszykarz
  - Ornella Ferrara, włoska lekkoatletka, maratonistka
  - Eric Lamaze, kanadyjski jeździec sportowy
  - Milanka Opačić, chorwacka polityk pochodzenia serbskiego
  - Francisco de Sales Alencar Batista, brazylijski duchowny katolicki, biskup Cajazieras
- 18 kwietnia: 
  - Melchor Cob Castro, meksykański bokser
  - Sorin Cîmpeanu, rumuński inżynier, wykładowca akademicki, polityk
  - David Hewlett, kanadyjski aktor, reżyser i scenarzysta filmowy
  - Maciej Lang, polski dyplomata, urzędnik państwowy, publicysta
  - Jorge Rodríguez, meksykański piłkarz (zm. 2024)
  - Olga Romaśko, rosyjska biathlonistka
- 19 kwietnia:
  - Shai Agassi, izraelski przedsiębiorca, informatyk
  - Ihor Czybiriew, ukraiński hokeista, trener pochodzenia rosyjskiego
  - Ashley Judd, amerykańska aktorka pochodzenia włoskiego
  - Mswati III, król Eswatini
  - Arshad Warsi, indyjski aktor
- 20 kwietnia:
  - Todd Birr, amerykański curler
  - Ben van der Burg, holenderski łyżwiarz szybki
  - Patrik Burman, szwedzki curler
  - William deVry, kanadyjski aktor
  - Arkadiusz Skrzypaszek, polski pięcioboista nowoczesny
  - Jelena Välbe, rosyjska biegaczka narciarska
- 21 kwietnia:
  - Richard Igbineghu, nigeryjski bokser
  - Peter van Vossen, holenderski piłkarz
- 22 kwietnia:
  - Vladimirs Babičevs, łotewski piłkarz, trener
  - Vernell Coles, amerykański koszykarz
  - Carlos Costa, hiszpański tenisista
  - Henrik Djernis, duński kolarz górski i przełajowy
  - Nicolas Tombazis, grecki projektant w zespole Formuły 1 Ferrari
- 23 kwietnia: 
  - Brian Jensen, duński piłkarz
  - Timothy McVeigh, amerykański terrorysta (zm. 2001)
  - Wouter van Pelt, holenderski hokeista na trawie
- 24 kwietnia: 
  - Aidan Gillen, irlandzki aktor
  - Hashim Thaçi, kosowski polityk, premier Kosowa
- 25 kwietnia:
  - Witalij Kyryłenko, ukraiński lekkoatleta, skoczek w dal
  - Thomas Strunz, niemiecki piłkarz
- 27 kwietnia:
  - Marius Biegai, meksykański aktor pochodzenia polskiego
  - Béla Illés, węgierski polityk
  - Cristian Mungiu, rumuński reżyser, scenarzysta i producent filmowy
  - Knut Reinhardt, niemiecki piłkarz, trener
  - Darius Ruželė, litewski szachista, arcymistrz
  - Dejan Vukićević, czarnogórski piłkarz, trener
- 28 kwietnia:
  - Howard Donald, brytyjski wokalista, autor tekstów, producent muzyczny, członek zespołu Take That
  - Michał Stasiński, polski prawnik, polityk, poseł na Sejm RP
  - Beata Ścibakówna, polska aktorka
- 29 kwietnia: 
  - Néstor Fabbri, argentyński piłkarz
  - Kolinda Grabar-Kitarović, chorwacka polityk, prezydent Chorwacji
  - Michael Herbig, niemiecki komik, aktor, reżyser, scenarzysta i producent filmowy
  - Mariusz Podkościelny, polski pływak
  - Mark Strudal, duński piłkarz
- 30 kwietnia: 
  - Mohamed Haniched, algierski piłkarz, bramkarz, trener
  - Sławomir Neumann, polski samorządowiec, polityk, poseł na Sejm RP
- 1 maja:
  - Oliver Bierhoff, niemiecki piłkarz
  - Akiko Kijimuta, japońska tenisistka
  - Peter Nahlin, szwedzki żużlowiec
  - D’arcy Wretzky, amerykańska basistka, członkini zespołu The Smashing Pumpkins
- 2 maja:
  - Jeff Agoos, amerykański piłkarz
  - Miriam Gallardo, peruwiańska siatkarka
  - Hikaru Midorikawa, japoński aktor głosowy
- 3 maja:
  - Debora Caprioglio, włoska aktorka
  - Nina Paley, amerykańska rysowniczka, animatorka
  - Amy Ryan, amerykańska aktorka
- 4 maja:
  - Olaf Bodden, niemiecki piłkarz
  - Francesca Bortolozzi, włoska florecistka
  - Shin Hong-gi, południowokoreański piłkarz, trener
- 5 maja:
  - Roberto Álvarez, argentyński duchowny katolicki, biskup pomocniczy Comodoro Rivadavia
  - Boban Babunski, macedoński piłkarz, trener
  - Vincent Dumestre, francuski muzyk, dyrygent
  - Jurij Kalitwincew, ukraiński piłkarz, trener pochodzenia rosyjskiego
  - Anila Karaj, albańska aktorka
  - Dariusz Michalczewski, polski bokser
- 6 maja: 
  - Maksim Fadiejew, rosyjski piosenkarz, kompozytor, producent muzyczny i telewizyjny
  - Lætitia Sadier, francuska muzyk, wokalistka, członkini zespołu Stereolab
  - Krzysztof Sońta, polski samorządowiec, polityk, poseł na Sejm RP (zm. 2025)
- 7 maja:
  - Artur Becker, polsko-niemiecki prozaik, eseista, tłumacz
  - Fernando García Cadiñanos, hiszpański duchowny katolicki, biskup diecezjalny Mondoñedo-Ferrol
  - Eagle-Eye Cherry, amerykańsko-szwedzki muzyk rockowy
  - Traci Lords, amerykańska aktorka
  - Florian Schwarthoff, niemiecki lekkoatleta, płotkarz
  - Markus Wasser, szwajcarski bobsleista
- 8 maja: 
  - Omar Camporese, włoski tenisista
  - Alexander Fishbein, amerykański szachista pochodzenia żydowskiego
  - Ante Kotromanović, chorwacki wojskowy, dziennikarz, polityk
  - Hisashi Kurosaki, japoński piłkarz
  - Ivan Mikulić, bośniacki piosenkarz
  - Julianne Morris, amerykańska aktorka
  - Peng Zhaoqin, chińska szachistka, trenerka
- 9 maja: 
  - David Benoit, amerykański koszykarz, trener
  - Masahiko Harada, japoński skoczek narciarski
  - Ruth Kelly, brytyjska ekonomistka, polityk
  - Hardy Krüger Jr., niemiecki aktor, kaskader, fotograf
  - Marie-José Pérec, francuska lekkoatletka, sprinterka
  - Nataša Pirc Musar, słoweńska prawnik, polityk, prezydent Słowenii
  - Scott Pruitt, amerykański prawnik
  - Neil Ruddock, angielski piłkarz
- 10 maja:
  - Al Murray, brytyjski aktor, komik, prezenter telewizyjny
  - Erik Palladino, amerykański aktor pochodzenia włoskiego
  - Richard Patrick, amerykański muzyk, wokalista, członek zespołu Filter
  - William Regal, brytyjski wrestler
  - Tatjana Szykolenko, rosyjska lekkoatletka, oszczepniczka
- 11 maja:
  - Jeffrey Donovan, amerykański aktor, reżyser i producent filmowy
  - Ana Jara, peruwiańska polityk, premier Peru
  - Harry Gämperle, szwajcarski piłkarz, trener
- 12 maja:
  - Jacek Braciak, polski aktor
  - Sebastián Chico Martínez, hiszpański duchowny katolicki, biskup pomocniczy Kartageny
  - Tony Hawk, amerykański skater
  - Falilat Ogunkoya, nigeryjska lekkoatletka, sprinterka
- 13 maja:
  - Michael Kennedy, australijski duchowny katolicki, biskup Armidale
  - Scott Morrison, australijski polityk, premier Australii
  - Renata Tokarz, polska lekkoatletka, dyskobolka
- 14 maja:
  - Piotr Gulczyński, polski specjalista ds. reklamy, aktor niezawodowy
  - Héctor Milián, kubański zapaśnik
  - Miroslav Singer, czeski ekonomista
- 15 maja – Cecilia Malmström, szwedzka polityk
- 16 maja: 
  - Andrzej Bednarek, polski samorządowiec, starosta policki
  - Lennie Kristensen, duński kolarz górski i szosowy
  - Leszek Kuzaj, polski kierowca rajdowy
  - Ľuboš Micheľ, słowacki sędzia piłkarski
- 17 maja: 
  - Dave Abbruzzese, amerykański perkusista
  - Hynek Fajmon, czeski samorządowiec, polityk
  - Kusajj Husajn, iracki polityk, syn Saddama (zm. 2003)
  - Jewgienija Maniokowa, rosyjska tenisistka
- 18 maja: 
  - David Carabott, maltański piłkarz
  - Shelley Lubben, amerykańska aktorka pornograficzna, działaczka społeczna (zm. 2019)
  - Siarhiej Martynau, białoruski strzelec sportowy
  - Thomas Sykora, austriacki narciarz alpejski
- 19 maja:
  - Kyle Eastwood, amerykański muzyk jazzowy
  - Paul Hartnoll, brytyjski muzyk, członek zespołu Orbital
  - Theo de Raadt, kanadyjski programista komputerowy
  - Salman Szarida, bahrajński piłkarz, trener
- 20 maja:
  - Janusz Chomontek, polski piłkarz, żongler
  - Jędrzej Kasperczyk, polski hokeista
  - Timothy Olyphant, amerykański aktor
  - Aivis Ronis, łotewski polityk
  - Artur Wojdat, polski pływak
- 21 maja: 
  - Lauren Hays, amerykańska aktorka, piosenkarka country
  - Ilmar Raag, estoński reżyser, scenarzysta i producent filmowy
  - Jacek Radziński, polski aktor, prezenter telewizyjny
  - Davide Tizzano, włoski wioślarz
- 22 maja: 
  - Randy Brown, amerykański koszykarz, trener, działacz sportowy
  - Marek Konkolewski, polski funkcjonariusz policji
  - Igor Lediachow, rosyjski piłkarz, trener
  - Graham Linehan, irlandzki aktor, reżyser i scenarzysta filmowy
  - Gabriel Mendoza, chilijski piłkarz
  - Helena Mikołajczyk, polska biathlonistka, biegaczka narciarska
  - Dariusz Rzeźniczek, polski piłkarz
- 23 maja: 
  - Bożena Gancarz, polska pływaczka
  - Hernán Medford, kostarykański piłkarz, trener
  - Guinevere Turner, amerykańska aktorka, reżyserka i scenarzystka filmowa
- 24 maja:
  - Marcin Kydryński, polski dziennikarz radiowy, autor tekstów piosenek, kompozytor, producent muzyczny, podróżnik, fotograf
  - Firmin Ngrébada, środkowoafrykański polityk, premier Republiki Środkowoafrykańskiej
  - Michael Taubenheim, niemiecki fotograf
- 25 maja:
  - Kendall Gill, amerykański koszykarz
  - Fulvio Martusciello, włoski prawnik, samorządowiec, polityk
- 26 maja:
  - Fernando León de Aranoa, hiszpański scenarzysta i reżyser filmowy
  - Fryderyk, duński książę, następca tronu
  - Anna Ignatowicz-Glińska, polska kompozytorka
  - Piotr Korytkowski, polski samorządowiec, prezydent Konina
- 27 maja:
  - Jeff Bagwell, amerykański baseballista
  - Rebekah Brooks, brytyjska dziennikarka
  - Jurij Kosiuk, ukraiński przedsiębiorca
  - Frank Thomas, amerykański baseballista
- 28 maja:
  - Marcin Bronikowski, polski śpiewak operowy (baryton) (zm. 2024)
  - Jesús Mena, meksykański skoczek do wody
  - Kylie Minogue, australijska piosenkarka, kompozytorka, autorka tekstów, aktorka
  - Artur Pieniążek, polski szachista
- 29 maja: 
  - Tate George, amerykański koszykarz
  - Frank Kratovil, amerykański polityk
  - Øyvind Skaanes, norweski biegacz narciarski
  - Waldemar Wilkołek, polski artysta kabaretowy, członek Kabaretu Ani Mru-Mru
- 30 maja: 
  - Renee Griffin, amerykańska aktorka
  - Pablo Lara, kubański sztangista
  - Tomasz Markowski, polski polityk, poseł na Sejm RP
  - Wasil Sicharulidze, gruziński polityk, dyplomata
- 31 maja: 
  - Duane Causwell, amerykański koszykarz
  - Juan Carlos Cárdenas Toro, kolumbijski duchowny katolicki, biskup pomocniczy Cali
  - John Connolly, irlandzki pisarz
  - Jørn Lande, norweski wokalista, członek zespołów: Masterplan, Millenium(inne języki), Mundanus Imperium(inne języki), Beyond Twilight(inne języki), ARK(inne języki) i Pentakill
  - Paulette Lenert, luksemburska prawnik, urzędniczka państwowa, polityk
  - Kyōka Suzuki, japońska aktorka
- 1 czerwca: 
  - Jason Donovan, australijski piosenkarz
  - Petrus Haraseb, namibijski piłkarz
  - Kenan Şimşek, turecki zapaśnik
- 2 czerwca: 
  - Radu Afrim, rumuński reżyser teatralny
  - Flemming Andersen, duński rysownik, twórca komiksów
  - Anne Briand, francuska biathlonistka
  - Tałant Dujszebajew, hiszpański piłkarz ręczny, trener pochodzenia kirgiskiego
  - Navid Negahban, irańsko-amerykański aktor
- 3 czerwca: 
  - Joachim Halupczok, polski kolarz szosowy (zm. 1994)
  - Rainer Krug, niemiecki snowboardzista
  - Petra Moroder, włoska narciarka dowolna
  - Dariusz Suska, polski poeta
  - Ivan Uhliarik, słowacki lekarz, polityk
- 4 czerwca:
  - Iwona Arent, polska politolog, polityk, poseł na Sejm RP
  - Rachel Griffiths, australijska aktorka
  - Sean Gullette, amerykański aktor, producent filmowy, pisarz
  - María José Sáenz de Buruaga, hiszpański samorządowiec i prawnik
  - Niurka Montalvo, kubańsko-hiszpańska lekkoatletka, skoczkini w dal i trójskoczkini
  - Scott Wolf, amerykański aktor
  - Yoo Nam-kyu, południowokoreański tenisista stołowy
- 5 czerwca: 
  - Lee Dorrian, brytyjski wokalista, autor tekstów, członek zespołów: Napalm Death, Cathedral, Teeth of Lions Rule the Divine(inne języki), Septic Tank(inne języki) i With the Dead(inne języki)
  - Mel Giedroyc, brytyjska prezenterka telewizyjna, aktorka pochodzenia polsko-litewskiego
  - Richard Golz, niemiecki piłkarz, bramkarz
  - Csaba Horváth, węgierski szachista
  - Percy Olivares, peruwiański piłkarz
  - Marc Rieper, duński piłkarz
  - Henk Vos, holenderski piłkarz
  - Hanna Wróblewska, polska historyczka sztuki i kuratorka, minister
- 6 czerwca:
  - Zenildo Luiz Pereira da Silva, brazylijski duchowny katolicki, biskup-prałat Borby
  - Norbert Smoliński, polski muzyk, kompozytor, wokalista, autor tekstów, członek zespołów: Delhy Seed i Contra Mundum
  - David Solari, włoski kolarz torowy
- 7 czerwca:
  - Wjaczesław Kyryłenko, ukraiński polityk
  - Sarah Parish, brytyjska aktorka
  - Juan Antonio Pizzi, hiszpański piłkarz pochodzenia argentyńskiego
- 8 czerwca: 
  - Anthony Bonner, amerykański koszykarz, trener
  - Torsten Gutsche, niemiecki kajakarz
  - Eduardo Moscovis, brazylijski aktor
  - Per Wiberg, szwedzki klawiszowiec, kompozytor, członek zespołów: Death Organ(inne języki), Spiritual Beggars, Opeth, King Hobo(inne języki) i Krux
- 9 czerwca: 
  - Niki Bakojani, grecka lekkoatletka, skoczkini wzwyż
  - Eddie Marsan, brytyjski aktor
- 10 czerwca:
  - Percy Avock, vanuacki trener piłkarski
  - Bill Burr, amerykański komik, pisarz, aktor
  - Mike Dopud, kanadyjski aktor, kaskader
  - Jimmy Shea, amerykański skeletonista
  - The D.O.C., amerykański raper
  - Eugeniusz Wenta, polski piłkarz ręczny
- 11 czerwca: 
  - Paul Etheredge, amerykański scenograf, reżyser, scenarzysta i producent filmowy i telewizyjny
  - Emiliano García-Page, hiszpański polityk, prezydent Kastylii-La Manchy
  - Alojzy Liechtenstein, regent Liechtensteinu
  - Daniel Orsanic, argentyński tenisista
  - Arkadiusz Pawełek, polski podróżnik, żeglarz, nurek, alpinista
  - The Lady of Rage, amerykańska raperka, aktorka
- 12 czerwca:
  - Manuel Blanc, francuski aktor, reżyser teatralny
  - Turan Ceylan, turecki zapaśnik
  - Arkadiusz Gołębiewski, polski operator, reżyser, producent i scenarzysta filmowy
  - Lea Ann Parsley, amerykańska skeletonistka
- 13 czerwca:
  - Fabio Baldato, włoski kolarz szosowy i torowy
  - David Gray, brytyjski piosenkarz, autor tekstów
  - Mihály Mracskó, węgierski piłkarz, trener
  - Ivan Sokolov, bośniacki szachista
- 14 czerwca:
  - Bassey William Andem, kameruński piłkarz, bramkarz
  - Yasmine Bleeth, amerykańska aktorka
  - Regan Burns, amerykański aktor
  - Uchnaagijn Chürelsüch, mongolski polityk, premier Mongolii
  - Jan Dydak, polski bokser (zm. 2019)
- 15 czerwca:
  - Klaus Ofner, austriacki kombinator norweski
  - Jeff Becerra, amerykański basista, wokalista, członek zespołu Possessed
  - Károly Güttler, węgierski pływak
  - Adam Rapp, amerykański prozaik, dramaturg, scenarzysta, reżyser, muzyk
  - Oh Dal-su, południowokoreański aktor
- 16 czerwca: 
  - Olga Bolșova, mołdawska lekkoatletka, skoczkini wzwyż i trójskoczkini
  - Tahar El Khalej, marokański piłkarz
  - Torben Frank, duński piłkarz
  - Niclas Grönholm, fiński piłkarz, trener
  - James Patrick Stuart, amerykański aktor
- 17 czerwca: 
  - Luis Barbat, urugwajski piłkarz, bramkarz
  - Bård Jørgen Elden, norweski dwuboista klasyczny
  - Tomasz Jacyków, polski stylista, krytyk mody
  - Robert Kalinowski, polski dziennikarz
  - Rasmus Helveg Petersen, duński dziennikarz, polityk
  - Beata Ziętek-Czerwońska, polska szachistka
- 18 czerwca:
  - Han Chee-ho, południowokoreański zapaśnik
  - Piotr Lech, polski piłkarz, bramkarz
  - Jeffrey D. Sams, amerykański aktor
- 19 czerwca:
  - Paul Bravo, amerykański piłkarz, trener
  - Jud Buechler, amerykański koszykarz
  - Travis Mays, amerykański koszykarz, trener
  - Jewgienij Szewczuk, naddniestrzański polityk, prezydent Naddniestrza
- 20 czerwca: 
  - Mateusz Morawiecki, polski menedżer, bankowiec, polityk, minister rozwoju, wicepremier i premier RP
  - Anton Pogue, amerykański snowboardzista
  - Robert Rodriguez, amerykański reżyser i scenarzysta filmowy pochodzenia meksykańskiego
  - Piotr Świst, polski żużlowiec
- 21 czerwca: 
  - Tore André Dahlum, norweski piłkarz
  - Brandon Douglas, amerykański aktor
  - Paweł Gużyński, polski duchowny katolicki, dominikanin, kaznodzieja, rekolekcjonista, liturgista
  - Tomasz Mikulski, polski sędzia piłkarski
  - Jacek Przybyłowicz, polski tancerz, choreograf
- 22 czerwca: 
  - Darrell Armstrong, amerykański koszykarz
  - Pavel Blatný, czeski szachista
  - Miodrag Božović, czarnogórski piłkarz, trener
  - Melinda Nadj Abonji, węgiersko-szwajcarska pisarka, muzyk
  - Heidi Rakels, belgijska judoczka
  - Miri Yu, japońska pisarka, eseistka
- 23 czerwca:
  - Bogdan Kondracki, polski muzyk, kompozytor, wokalista, producent muzyczny, członek zespołów: Kobong, Neuma i Nyia
  - Jasen Petrow, bułgarski piłkarz, trener
  - Michael Sandstød, duński kolarz torowy i szosowy
  - Kent Steffes, amerykański siatkarz plażowy
  - Gordan Vidović, belgijski piłkarz pochodzenia bośniackiego
- 24 czerwca: 
  - Alaa Abdelnaby, egipski koszykarz, posiadający także amerykańskie obywatelstwo
  - Jordi Calafat, hiszpański żeglarz sportowy
  - Boris Gelfand, białorusko-izraelski szachista
  - Sonja Hammerschmid, austriacka biolog, menedżer, polityk
  - Andrej Poljšak, słoweński piłkarz
- 25 czerwca: 
  - Piotr Kaleta, polski samorządowiec, polityk, senator RP
  - Dorinel Munteanu, rumuński piłkarz
  - Marc Roberts, irlandzki piosenkarz
  - Estanislao Struway, paragwajski piłkarz
- 26 czerwca:
  - Guðni Th. Jóhannesson, islandzki polityk, prezydent Islandii
  - Robert Kozak, polski pilot wojskowy (zm. 2012)
  - Paolo Maldini, włoski piłkarz
  - Michael McCarthy, amerykański kolarz szosowy i torowy
  - Jovenel Moïse, haitański przedsiębiorca, politolog, polityk, prezydent Haiti (zm. 2021)
  - Anna Popek, polska aktorka, dziennikarka i prezenterka telewizyjna
  - Wiesław Różyński, polski samorządowiec, polityk, poseł na Sejm RP
- 27 czerwca: 
  - Kelly Ayotte, amerykańska polityk, senator
  - Ladislav Pecko, słowacki piłkarz, trener
  - Laurent Porchier, francuski wioślarz
  - Paul Rae, amerykański aktor
  - Stephen Barker Turner, amerykański aktor
  - Maksym (Vasiljević), serbski biskup prawosławny
- 28 czerwca:
  - Christian Blunck, niemiecki hokeista na trawie
  - Chayanne, portorykański piosenkarz, kompozytor, aktor
  - Peter Kažimír, słowacki ekonomista, polityk
  - Christian Blunck, niemiecki hokeista na trawie
  - Tanja Ribič, słoweńska aktorka, piosenkarka
- 29 czerwca:
  - Theoren Fleury, kanadyjski hokeista, działacz sportowy
  - Andrzej Kozłowski, polski sztangista, trener
  - Bejun Mehta, amerykański śpiewak operowy (kontratenor) pochodzenia indyjskiego
  - Óscar Rebolleda, hiszpański baseballista
- 30 czerwca: 
  - Philip Anselmo, amerykański wokalista, muzyk, kompozytor, członek zespołów: Pantera i Down
  - Mirko Vičević, jugosłowiański piłkarz wodny
  - Volker Zerbe, niemiecki piłkarz ręczny
- 1 lipca:
  - Alexandra Geese, niemiecka tłumaczka i polityk
  - Jordi Mollà, hiszpański aktor, scenarzysta i reżyser filmowy, malarz
  - Aleksandra Opalińska, polska poetka
  - Ihor Żabczenko, ukraiński piłkarz, trener
- 2 lipca:
  - Ilian Iliew, bułgarski piłkarz, trener
  - Adrian Knup, szwajcarski piłkarz
- 3 lipca:
  - Ramush Haradinaj, kosowski polityk, premier Kosowa
  - Teppo Numminen, fiński hokeista
  - Jean-Christophe Rolland, francuski wioślarz
- 4 lipca
  - Richard Laurenson, nowozelandzki duchowny katolicki, biskup Hamilton
  - Albiert Pakiejew, rosyjski bokser
- 5 lipca: 
  - Ken Akamatsu, japoński rysownik
  - Petrônio Gontijo, brazylijski aktor
  - Mohamed Kanu, sierraleoński piłkarz
  - Darin LaHood, amerykański polityk, kongresman
  - Bernie Paz, peruwiański aktor
  - Michael Stuhlbarg, amerykański aktor
  - Susan Wojcicki, amerykańska ekonomistka, bizneswoman pochodzenia polsko-żydowskiego (zm. 2024)
  - Alex Zülle, szwajcarski kolarz szosowy
- 6 lipca:
  - Krzysztof Czarnota, polski satyryk
  - Ireneusz Czop, polski aktor
  - Bogusław Bosak, polski polityk, lekarz, poseł na Sejm RP
  - Tomasz Goliasz, polski kajakarz, kanadyjkarz
  - Sylvain Guillaume, francuski kombinator norweski
- 7 lipca:
  - Adam Biedrzycki, polski aktor
  - Jorja Fox, amerykańska aktorka
  - Mirko Gualdi, włoski kolarz szosowy
  - Danny Jacobs, amerykański aktor komediowy i głosowy
  - Chuck Knoblauch, amerykański baseballista
  - Łuiza Noskowa, rosyjska biathlonistka
  - Jeff VanderMeer, amerykański pisarz, edytor, wydawca, pedagog
- 8 lipca:
  - Billy Crudup, amerykański aktor
  - Tomasz Dziubiński, polski piłkarz
  - Piotr Grabowski, polski aktor
  - Alfonso Rueda, hiszpański prawnik, polityk, prezydent Galicji
  - Michael Weatherly, amerykański aktor
- 9 lipca:
  - Álex Aguinaga, ekwadorski piłkarz, trener
  - Jacek Bartmiński, polski prawnik, urzędnik państwowy, wiceminister
  - Paolo Di Canio, włoski piłkarz, trener
  - Valner Franković, chorwacki piłkarz ręczny
  - Elin Kristiansen, norweska biathlonistka
  - Martin Pecina, czeski polityk
  - Elisabetta Perrone, włoska lekkoatletka, chodziarka
  - Arjan Xhumba, albański piłkarz
- 10 lipca:
  - Hasiba Bu-l-Marka, algierska lekkoatletka, biegaczka średniodystansowa
  - Gabriela Pérez del Solar, peruwiańska siatkarka
  - Jorge Volpi, meksykański dziennikarz, pisarz
- 11 lipca:
  - Krzysztof Bojarski, polski lekarz, samorządowiec, poseł na Sejm RP
  - Wellington de Queiroz Vieira, brazylijski duchowny katolicki, biskup-prałat Cristalândii
  - Matt Sherrod, amerykański perkusista, członek zespołu Crowded House
- 12 lipca:
  - Janne Kolling, duńska piłkarka ręczna
  - Catherine Plewinski, francuska pływaczka
- 13 lipca:
  - Robert Gant, amerykański aktor
  - Tomasz Grochowalski, polski basista, członek zespołu Elektryczne Gitary
- 14 lipca:
  - Hwang Sun-hong, południowokoreański piłkarz, trener
  - Katarzyna Skarżanka, polska aktorka
- 15 lipca:
  - Leticia Calderón, meksykańska aktorka
  - Rosalinda Celentano, włoska aktorka
  - Eddie Griffin, amerykański komik, aktor, reżyser, scenarzysta i producent filmowy
  - Shirley Robertson, brytyjska żeglarka sportowa
  - Anton Wełkow, bułgarski piłkarz, trener
- 16 lipca:
  - Maciej Adamek, polski reżyser i scenarzysta filmowy
  - Leonid Agutin, rosyjski piosenkarz, kompozytor, autor tekstów
  - Larry Sanger, amerykański filozof, współzałożyciel Wikipedii
- 17 lipca:
  - Enikő Győri, węgierska polityk, dyplomatka
  - Davis Kamoga, ugandyjski lekkoatleta, sprinter
  - Beth Littleford, amerykańska aktorka
  - Daniel Monzón, hiszpański reżyser i scenarzysta filmowy
  - Bitty Schram, amerykańska aktorka
- 18 lipca:
  - Alex Désert, hawajsko-amerykański aktor, producent filmowy i telewizyjny, piosenkarz, kompozytor
  - Jonathan Gould, szkocki piłkarz, bramkarz
  - Stefan Sultana, maltański piłkarz
- 19 lipca: 
  - José Cepeda, hiszpański polityk i nauczyciel akademicki
  - Lisa Jewell, brytyjska pisarka
  - Pavel Kuka, czeski piłkarz
  - Matthew Libatique, amerykański operator filmowy
  - Adam Matysek, polski piłkarz, bramkarz
- 20 lipca:
  - Jimmy Carson, amerykański hokeista pochodzenia greckiego
  - Kool G Rap, amerykański raper
  - Pascal Lavanchy, francuski łyżwiarz figurowy
  - Hami Mandıralı, turecki piłkarz, trener
- 21 lipca: 
  - Brandi Chastain, amerykańska piłkarka
  - Aditya Srivastava, indyjski aktor
- 22 lipca:
  - Michał (Bondarczuk), ukraiński biskup prawosławny
  - Arno Geiger, austriacki pisarz
  - Karin Scheele, austriacka polityk
- 23 lipca: 
  - Elden Campbell, amerykański koszykarz
  - Declan Ganley, irlandzki przedsiębiorca, polityk
  - Bogdan Kiełbasiński, polski przedsiębiorca, polityk i samorządowiec, prezydent Legionowa
  - Shawn Levy, kanadyjski reżyser, aktor i producent filmowy i telewizyjny
  - Gary Payton, amerykański koszykarz
  - Stephanie Seymour, amerykańska modelka, aktorka
- 24 lipca: 
  - Kristin Chenoweth, amerykańska piosenkarka, aktorka
  - Dariusz Parzeński, polski koszykarz
  - Henrik Risom, duński piłkarz
  - Dragan Šutanovac, serbski inżynier, samorządowiec, polityk
- 25 lipca:
  - Snowy Shaw, szwedzki muzyk, wokalista
  - Shi Tao, chiński dziennikarz, więzień polityczny
- 26 lipca:
  - Joanna Burzyńska, polska żeglarka
  - Frédéric Diefenthal, francuski aktor, producent filmowy
  - Jasmine Pahlawi, irańska księżniczka
  - Vítor Pereira, portugalski piłkarz, trener
  - Nikki Sinclaire, brytyjska polityk
  - Agnieszka Szczepańska, polska autorka książek dla dzieci, scenarzystka filmowa
  - Olivia Williams, brytyjska aktorka
- 27 lipca: 
  - Maria Grazia Cucinotta, włoska aktorka, modelka
  - Cliff Curtis, nowozelandzki aktor, producent filmowy
  - Katarzyna Górna, polska aktorka
  - Samuel Matete, zambijski lekkoatleta, płotkarz
  - Julian McMahon, australijski aktor, producent filmowy (zm. 2025)
  - Ricardo Rosset, brazylijski kierowca wyścigowy
  - Sven Rühr, niemiecki bobsleista
  - Jorge Salinas, meksykański aktor
  - Katharina Sutter, szwajcarska bobsleistka
- 28 lipca:
  - Rachel Blakely, australijska aktorka, modelka
  - Pavel Brycz, czeski pisarz, scenarzysta bajek, autor piosenek dla dzieci
- 29 lipca: 
  - Artur Kozioł, polski samorządowiec, burmistrz Wieliczki
  - Paavo Lötjönen, fiński wiolonczelista, kompozytor, członek zespołu Apocalyptica
  - Flórián Urbán, węgierski piłkarz, trener
- 30 lipca:
  - Cristiano Bodo, włoski duchowny katolicki, biskup Saluzzo
  - Terry Crews, amerykański futbolista, aktor
  - Sofie Gråbøl, duńska aktorka
  - Anna Korcz, polska aktorka
  - Robert Korzeniowski, polski lekkoatleta, chodziarz
- 31 lipca:
  - Jerzy Gorbas, polski malarz, rzeźbiarz, rysownik
  - Knut Holmann, norweski kajakarz
- 1 sierpnia: 
  - Stacey Augmon, amerykański koszykarz, trener
  - Dan Donegan, amerykański gitarzysta, członek zespołu Disturbed
  - Scott Dreier, amerykański aktor dubbingowy
  - Kleber Mendonça Filho, brazylijski reżyser, scenarzysta, producent i krytyk filmowy
- 2 sierpnia:
  - Stefan Effenberg, niemiecki piłkarz, trener
  - Matthäus Karrer, niemiecki duchowny katolicki, biskup pomocniczy Rottenburga-Stuttgartu
  - Russell Latapy, trynidadzko-tobagijski piłkarz
  - Darek Popowicz, polski muzyk, gitarzysta, kompozytor, członek zespołów: Acid Drinkers, Wolf Spider, Armia i Budzy i Trupia Czaszka
  - John Stanier, amerykański perkusista[2]
- 3 sierpnia:
  - Nelson Loyola, kubański szpadzista
  - Eyjólfur Sverrisson, islandzki piłkarz, trener
- 4 sierpnia: 
  - Daniel Dae Kim, amerykański aktor pochodzenia koreańskiego
  - Artur Krajewski, polski aktor
  - Hiroshi Kurotaki, japoński pianista
  - Marcus Schenkenberg, szwedzki model, aktor, piosenkarz, scenarzysta pochodzenia holenderskiego
- 5 sierpnia:
  - Dimitris Drutsas, grecki polityk
  - Funkmaster Flex, amerykański didżej, producent muzyczny
  - Marine Le Pen, francuska prawnik, polityk
  - Ołeh Łużny, ukraiński piłkarz
  - Mordon Malitoli, zambijski piłkarz
  - Colin McRae, szkocki kierowca rajdowy (zm. 2007)
  - John Olerud, amerykański baseballista
  - Szimon Solomon, izraelski polityk
  - Piotr Szwedes, polski aktor, prezenter telewizyjny
  - May Britt Våland, norweska kolarka torowa i szosowa
  - James Wilder, amerykański aktor
- 6 sierpnia: 
  - Celena Mondie-Milner, amerykańska lekkoatletka, sprinterka
  - Gary O’Toole, irlandzki pływak
  - Violetta Porowska, polska urzędniczka państwowa, wicewojewoda opolski
  - Patricia Tarabini, argentyńska tenisistka
- 7 sierpnia:
  - Tomás Carbonell, hiszpański tenisista
  - Martin Max, niemiecki piłkarz pochodzenia polskiego
- 8 sierpnia:
  - Gheorghe Crețu, rumuński siatkarz, trener
  - Marco Grassi, szwajcarski piłkarz
  - Florin Prunea, rumuński piłkarz, bramkarz
- 9 sierpnia:
  - Gillian Anderson, amerykańsko-brytyjska aktorka, reżyserka filmowa, pisarka
  - Eric Bana, australijski aktor, scenarzysta i producent filmowy i telewizyjny pochodzenia chorwacko-niemieckiego
  - Sam Fogarino, amerykański perkusista, członek zespołów: Interpol i Magnetic Morning(inne języki)
  - Joseph McGinty Nichol, amerykański reżyser i producent filmowy i telewizyjny
- 10 sierpnia:
  - Robert Barth, niemiecki żużlowiec
  - Pete Docter, amerykański animator, scenarzysta i reżyser filmowy
  - Astrid Geisler, austriacka narciarka alpejska
  - Tsuyoshi Kitazawa, japoński piłkarz
  - Wioletta Kryza, polska lekkoatletka, biegaczka długodystansowa
  - Thomas Liese, niemiecki kolarz szosowy i torowy
  - Lene Rantala, duńska piłkarka ręczna, bramkarka
  - Clifton Wrottesley, irlandzki skeletonista
- 11 sierpnia:
  - Lorenzo Bernardi, włoski siatkarz, trener
  - Anna Gunn, amerykańska aktorka
  - Alan Kelly, irlandzki piłkarz, bramkarz
  - Paweł Klimowicz, polski polityk, senator RP
  - Sophie Okonedo, brytyjska aktorka
  - Mabel Wisse Smit, członkini holenderskiej rodziny królewskiej
- 12 sierpnia:
  - Elin Nilsen, norweska biegaczka narciarska
  - Kumiko Takeda, japońska aktorka, modelka
  - Paul F. Tompkins, amerykański aktor, komik
- 13 sierpnia: 
  - Tony Jarrett, brytyjski lekkoatleta, płotkarz
  - Beata Maciejewska, polska działaczka społeczna, polityk, poseł na Sejm RP
- 14 sierpnia:
  - Catherine Bell, amerykańska aktorka
  - Péter Farkas, węgierski zapaśnik
  - Ana Moser, brazylijska siatkarka
- 15 sierpnia:
  - Monika Flašíková-Beňová, słowacka działaczka samorządowa, polityk
  - Debra Messing, amerykańska aktorka pochodzenia żydowskiego
  - Wasil Pankou, białoruski hokeista, trener
  - Iłona Tiuriajewa, naddniestrzańska polityczka, parlamentarzystka i burmistrzyni Tyraspolu
- 16 sierpnia: 
  - Bartosz Brzeskot, polski reżyser filmowy, aktor kabaretowy
  - Dmitrij Charin, rosyjski piłkarz, bramkarz
  - Clovis Cornillac, francuski aktor
  - Slaviša Jokanović, serbski piłkarz, trener
  - Anna Marchwińska, polska pianistka
  - Stanisław Suchina, rosyjski piłkarz, sędzia piłkarski
  - Mateja Svet, słoweńska narciarka alpejska
  - Mariusz Wołos, polski historyk, eseista
- 17 sierpnia:
  - Piotr Ćwik, polski katecheta, polityk, wojewoda małopolski
  - Steffen Fetzner, niemiecki tenisista stołowy
  - Anja Fichtel, niemiecka florecistka
  - Helen McCrory, brytyjska aktorka (zm. 2021)
  - Israel Militosjan, ormiański sztangista
- 18 sierpnia:
  - Aleksandra Kolasiewa, rosyjska kolarka szosowa
  - Dan Peters, amerykański perkusista, członek zespołu Mudhoney
  - Wojciech Pomajda, polski polityk, poseł na Sejm RP, urzędnik państwowy
  - Daniele Silvestri, włoski piosenkarz, autor tekstów
  - Ali Thani, emiracki piłkarz
  - Brian Tichy, amerykański muzyk, wokalista
- 19 sierpnia:
  - Nikolaos Kaklamanakis, grecki windsurfer
  - Andrij Sadowy, ukraiński polityk, samorządowiec, mer Lwowa
- 20 sierpnia:
  - Ørjan Berg, norweski piłkarz
  - Sandy Brondello, australijska koszykarka
  - Anna Fryczkowska, polska pisarka
  - Maciej Grubski, polski samorządowiec, polityk, senator RP (zm. 2020)
- 21 sierpnia:
  - Antonio Benarrivo, włoski piłkarz
  - Larry Stewart, amerykański koszykarz
- 22 sierpnia:
  - Henrik Holm, szwedzki hokeista
  - Aleksandr Mostowoj, rosyjski piłkarz
  - Anne Nurmi, fińska wokalistka, muzyk, kompozytorka
  - Horst Skoff, austriacki tenisista (zm. 2008)
- 23 sierpnia: 
  - Benjamin Boyce, brytyjski piosenkarz
  - Alex Britti, włoski piosenkarz, gitarzysta
  - Tommi Korpela, fiński aktor, scenarzysta filmowy
  - Hajime Moriyasu, japoński piłkarz, trener
  - Dzambołat Tedejew, ukraiński zapaśnik
- 24 sierpnia:
  - Shoichi Funaki, japoński wrestler
  - Andreas Kisser, brazylijski gitarzysta, członek zespołu Sepultura
  - James Toney, amerykański bokser
- 25 sierpnia:
  - David Alan Basche, amerykański aktor
  - Raz Degan, izraelski aktor, reżyser, model
  - Magdalena Gnatowska, polska aktorka, reżyserka dubbingu
- 26 sierpnia: 
  - Madhur Bhandarkar, indyjski reżyser filmowy
  - Chris Boardman, brytyjski kolarz szosowy i torowy
  - Darcy Downs, kanadyjski narciarz dowolny
  - Ou Chuliang, chiński piłkarz, bramkarz
  - Marc Rothemund, niemiecki reżyser filmowy
  - Joanna Sosnowska, polska polityk, poseł na Sejm RP (zm. 2018)
- 27 sierpnia:
  - Alessandra Cappellotto, włoska kolarka szosowa
  - Marcin Czech, polski lekarz, urzędnik państwowy
  - Aldo Martínez, kubański zapaśnik
  - Petar Naumoski, macedoński koszykarz, działacz sportowy
  - Cătălin Predoiu, rumuński prawnik, polityk
- 28 sierpnia:
  - Gianluca Bortolami, włoski kolarz szosowy i torowy
  - Billy Boyd, szkocki aktor, muzyk
  - Berdymyrat Nurmyradow, turkmeński piłkarz, trener
  - Alessandro Puccini, włoski florecista
  - Ján Svorada, czeski kolarz szosowy pochodzenia słowackiego
- 29 sierpnia: 
  - Me’shell Ndegeocello, amerykańska wokalistka, kompozytorka
  - Artur Ostrowski, polski polityk, poseł na Sejm RP
- 30 sierpnia: 
  - Hendrik Bogaert, belgijski i flamandzki ekonomista, polityk
  - Robert Daniels, amerykański bokser
  - Jacek Kiciński, polski duchowny katolicki, biskup pomocniczy wrocławski
  - Władimir Małachow, rosyjski hokeista
- 31 sierpnia: 
  - Jennifer Azzi, amerykańska koszykarka, trenerka
  - Josef Cedar, izraelski reżyser i scenarzysta filmowy
  - Glenroy Gilbert, kanadyjski lekkoatleta, sprinter
  - Tomasz Man, polski dramaturg, reżyser teatralny
  - Derek Whyte, szkocki piłkarz
- 1 września:
  - Sawwacjusz (Antonow), rosyjski biskup prawosławny
  - Andrés García Jr., meksykański aktor
  - Annette Skotvoll, norweska piłkarka ręczna
  - Patrick Sylvestre, szwajcarski piłkarz
  - Karim Wade, senegalski polityk
- 2 września:
  - Kristen Cloke, amerykańska aktorka
  - Mark Everett, amerykański lekkoatleta, średniodystansowiec
  - Sławomir Gerymski, polski siatkarz, trener
  - Joe Nagbe, liberyjski piłkarz
  - Gabriela V. Šarochová, czeska historyk
  - Cynthia Watros, amerykańska aktorka
- 3 września:
  - Matt Hamon, amerykański kolarz torowy i szosowy
  - Trevor Kronemann, amerykański tenisista
  - Christophe Mengin, francuski kolarz szosowy i przełajowy
  - Tamás Petres, węgierski piłkarz
  - Piotr Rubik, polski muzyk, kompozytor, dyrygent, producent muzyczny
  - Janusz Wróbel, polski samorządowiec, burmistrz Pruszcza Gdańskiego
- 4 września
  - John DiMaggio, amerykański aktor
  - Carlette Guidry-White, amerykańska lekkoatletka, sprinterka
  - Phill Lewis, amerykański aktor
  - Artur Malik, polski perkusista
  - Alejandro Mancuso, argentyński piłkarz
  - Mike Piazza, amerykański baseballista
- 5 września
  - Dennis Scott, amerykański koszykarz, komentator telewizyjny
  - Tomás de Teresa, hiszpański lekkoatleta, średniodystansowiec
  - Brad Wilk, amerykański perkusista pochodzenia niemiecko-żydowskiego, członek zespołów: Audioslave, Rage Against the Machine i Prophets of Rage
- 6 września
  - Michał Cieślak, polski wioślarz-sternik
  - Jacek Cyzio, polski piłkarz, trener
  - Eryk Jachimowicz, białoruski piłkarz
  - Donnell Rawlings, amerykański aktor i komik
  - Bruno Risi, szwajcarski kolarz torowy i szosowy
  - Ibrahima Wade, senegalski lekkoatleta, sprinter
- 7 września:
  - Kachaber Cchadadze, gruziński piłkarz, trener
  - Jan Dam, farerski piłkarz
  - Marcel Desailly, francuski piłkarz pochodzenia ghańskiego
  - Qianhong Gotsch, niemiecka tenisistka stołowa pochodzenia chińskiego
  - Marianna Łaba, ukraińska piosenkarka
  - Joanna Strzałka, polska szachistka
  - Giovanni Toti, włoski polityk, euroeputowany, prezydent Ligurii
- 8 września
  - Dariusz Babiarz, polski wokalista, gitarzysta, członek zespołów: Holy Dogs i Kofi
  - Andrzej Cofalik, polski sztangista
  - Roberto Di Donna, włoski strzelec sportowy
  - Agustin Egurrola, polski tancerz, choreograf pochodzenia kubańskiego
  - Paul Mazurkiewicz, amerykański perkusista pochodzenia polskiego, członek zespołu Cannibal Corpse
  - Ray Wilson, szkocki wokalista, członek zespołów: Genesis i Stiltskin
  - Dariusz Zientalak jr., polski pisarz science fiction, redaktor, wydawca
- 9 września
  - Lila Downs, meksykańska piosenkarka, kompozytorka
  - Jon Drummond, amerykański lekkoatleta, sprinter
  - Łukasz Kośmicki, polski operator filmowy
  - Hans-Peter Steinacher, austriacki żeglarz sportowy
- 10 września
  - Big Daddy Kane, amerykański raper
  - Girolamo Giovinazzo, włoski judoka
  - Deon Hemmings, jamajska lekkoatletka, płotkarka i sprinterka
  - Andreas Herzog, austriacki piłkarz, trener
  - Juan Maldacena, argentyński fizyk teoretyczny
  - Guy Ritchie, brytyjski reżyser i scenarzysta filmowy
- 11 września
  - Eduardo Bennett, honduraski piłkarz
  - Slaven Bilić, chorwacki piłkarz, trener
  - Hermenegildo García, kubański florecista
  - Joel Groff, luksemburski piłkarz
  - Jari Isometsä, fiński biegacz narciarski
  - Ralph Jean-Louis, seszelski piłkarz, trener
  - Tetsuo Kurata, japoński aktor, przedsiębiorca
  - Włodzimierz (Michiejkin), rosyjski biskup prawosławny
  - Szymon Olszaniec, polski historyk, bizantynolog
  - Andriej Tarasienko, rosyjski hokeista, trener (zm. 2024)
  - Andreas Tews, niemiecki bokser
- 12 września:
  - Al Barr, amerykański wokalista, członek zespołu Dropkick Murphys
  - Joe Daughrity, amerykański koszykarz
  - Larry LaLonde, amerykański gitarzysta, członek zespołu Primus
  - Agnieszka Wosińska, polska aktorka
- 13 września
  - Roger Howarth, amerykański aktor
  - Piotr Kielar, polski aktor, reżyser, scenarzysta i operator filmowy
  - AJ Kitt, amerykański narciarz alpejski
  - Zsolt Limperger, węgierski piłkarz
  - Santi Millán, hiszpański aktor, prezenter telewizyjny
  - Roberto Monserrat, argentyński piłkarz
  - Phajol Moolsan, tajski bokser
  - Jeff Saibene, luksemburski piłkarz, trener
  - Emma Sjöberg, szwedzka aktorka, modelka
- 14 września
  - Pete Chilcutt, amerykański koszykarz
  - Siniša Ergotić, chorwacki lekkoatleta, skoczek w dal i sprinter
  - Adam Jelonek, polski socjolog, politolog, dyplomata, wykładowca akademicki
  - Josef Pröll, austriacki polityk
  - Władimir Sasimowicz, białoruski lekkoatleta, oszczepnik
  - Grant Shapps, brytyjski przedsiębiorca, polityk
- 15 września:
  - Dirk Medved, belgijski piłkarz pochodzenia rosyjskiego
  - Gabriel Mestre, argentyński duchowny katolicki, biskup Mar del Plata
  - Orsat Miljenić, chorwacki prawnik, polityk
  - Danny Nucci, amerykański aktor pochodzenia włosko-marokańskiego
  - Kaspars Ozers, łotewski kolarz szosowy
  - Małgorzata Sadowska, polska aktorka
  - Robert Węgrzyn, polski przedsiębiorca, samorządowiec, polityk, poseł na Sejm RP
  - Daiva Žebelienė, litewska edukatorka i polityczka
- 16 września:
  - Rafael Alkorta, hiszpański piłkarz narodowości baskijskiej
  - Marc Anthony, amerykański piosenkarz, aktor pochodzenia portorykańskiego
  - Walt Becker, amerykański reżyser, scenarzysta i producent filmowy
  - Tara Cross-Battle, amerykańska siatkarka
  - Marcin Jędrych, polski dziennikarz radiowy
  - Krzysztof Kuźniecow, polski hokeista
  - Beniamin (Tupieko), białoruski biskup prawosławny
  - Jarosław Ziętara, polski dziennikarz, zaginiony (zm. 1992)
- 17 września
  - Anastacia, amerykańska piosenkarka
  - Giorgi Daraselia, gruziński piłkarz, trener
  - Lord Jamar, amerykański raper
  - Karsten Just, niemiecki lekkoatleta, sprinter
  - Mehmet Akif Pirim, turecki zapaśnik
  - Cheryl Strayed, amerykańska pisarka, eseistka
- 18 września:
  - Ricardo Bango, hiszpański piłkarz, trener
  - Daniel Boćkowski, polski historyk, wykładowca akademicki
  - Cristián Castañeda, chilijski piłkarz
  - Ulrike Holzner, niemiecka bobsleistka
  - Kang Chol-hwan, północnokoreański uciekinier, działacz na rzecz praw człowieka
  - Welin Kefałow, bułgarski piłkarz
  - Robert Kozyra, polski dziennikarz, menedżer, producent i krytyk muzyczny
  - Toni Kukoč, chorwacki koszykarz
  - Jan Sechter, czeski dyplomata
  - Grzegorz Skiba, polski koszykarz
  - Walerij Zielepukin, rosyjski hokeista
  - Walentin Żelew, bułgarski zapaśnik
- 19 września
  - Troy Dalbey, amerykański pływak
  - Witold Karolak, polski kompozytor, producent muzyczny, aranżer
  - Paweł Łukaszewski, polski kompozytor, dyrygent, pedagog
  - Koos Maasdijk, holenderski wioślarz
  - Tomasz Szarek, polski matematyk, filozof
  - Kim Thúy, kanadyjska pisarka pochodzenia wietnamskiego
- 20 września
  - Chen Jing, chińska tenisistka stołowa
  - André Cruz, brazylijski piłkarz
  - Rubén Gallego, rosyjski pisarz, dziennikarz pochodzenia hiszpańskiego
  - Miro Kovač, chorwacki polityk, dyplomata
  - Gian Franco Saba, włoski duchowny katolicki, arcybiskup Sassari
  - Ben Shepherd, amerykański basista, członek zespołu Soundgarden
  - Michelle Visage, amerykańska piosenkarka, aktorka, prezenterka radiowa i telewizyjna
- 21 września:
  - Lisa Angell, francuska piosenkarka
  - Ricki Lake, amerykańska aktorka
  - Tadeusz Piotr Łomnicki, polski aktor
  - Mana Otai, tongański rugbysta, trener
- 22 września
  - David Bisconti, argentyński piłkarz
  - Ronen Lew, izraelski szachista
  - Milan Mazáč, słowacki zapaśnik
  - Mihai Răzvan Ungureanu, rumuński historyk, polityk, dyplomata
  - Rafał Wieczyński, polski aktor, reżyser, scenarzysta i producent filmowy
  - Inga Schneider, niemiecka biathlonistka
- 23 września
  - Cato Bekkevold, norweski perkusista, członek zespołów: Red Harvest(inne języki), Re:aktor i Enslaved, dziennikarz i publicysta wędkarski
  - Adam Cywka, polski aktor
  - Daniel Dumitrescu, rumuński bokser
  - Piotr Makowski, polski trener siatkarski
  - Zane Moosa, południowoafrykański piłkarz
  - Zaza Rewiszwili, gruziński piłkarz
  - Chango Spasiuk, argentyński akordeonista pochodzenia ukraińskiego
- 24 września
  - Saad Shaddad Al-Asmari, saudyjski lekkoatleta, długodystansowiec
  - Saleh Al-Dawod, saudyjski piłkarz
  - Robert Cichoń, polski aktor, kaskader
  - Attila Feri, rumuński i węgierski sztangista
  - Lars Bo Hansen, duński szachista
  - Mike Obiku, nigeryjski piłkarz
  - Arawat Sabiejew, niemiecki zapaśnik pochodzenia kazachskiego
- 25 września
  - Dražen Kutleša, chorwacki duchowny katolicki, biskup diecezji Poreč i Pula
  - Mahieddine Meftah, algierski piłkarz
  - Will Smith, amerykański aktor, producent filmowy, raper
- 26 września
  - James Caviezel, amerykański aktor
  - Orlando Fundichely, kubański aktor
  - Miloš Glonek, słowacki piłkarz
  - James Michael, amerykański kompozytor, producent muzyczny, wokalista, członek zespołu Sixx:A.M.
  - Ben Shenkman, amerykański aktor
  - Todd Wiltshire, australijski żużlowiec
- 27 września
  - Rahul Dev, indyjski aktor, model
  - Mari Kiviniemi, fińska polityk, premier Finlandii
  - Patrick Muldoon, amerykański aktor, model
  - Hamilton de Souza, brazylijski piłkarz
  - Yukinori Taniguchi, japoński kierowca wyścigowy, przedsiębiorca
  - Kamczybek Taszijew, kirgiski polityk
  - Matjaž Zupan, słoweński skoczek narciarski, trener
- 28 września:
  - Francois Botha, południowoafrykański bokser, kick-boxer
  - Kinga Ciesielska, polska aktorka
  - Mika Häkkinen, fiński kierowca wyścigowy
  - Michelle Meldrum, amerykańska gitarzystka rockowa (zm. 2008)
  - Mikael Nilsson, szwedzki piłkarz
  - Carré Otis, amerykańska modelka
  - Salvador Reyes Jr., meksykański piłkarz, trener
  - Naomi Watts, australijska aktorka
- 29 września
  - Aldona Orman, polska aktorka
  - Michal Dlouhý, czeski aktor
  - Luke Goss, brytyjski, piosenkarz, muzyk, aktor, reżyser, producent i scenarzysta filmowy
  - Matt Goss, brytyjski piosenkarz, autor tekstów, perkusista, gitarzysta, producent muzyczny
  - Alex Skolnick, amerykański gitarzysta, kompozytor, członek zespołu Testament
  - Małgorzata Urbanowicz, polska lekkoatletka, płotkarka
- 30 września
  - Vanda Hybnerová, czeska aktorka
  - Hervé Renard, francuski piłkarz, trener
  - Siarhiej Smal, białoruski zapaśnik
  - Tymon Tymański, polski muzyk, kompozytor, poeta, prozaik, członek zespołów: Miłość, Kury, Czan, NRD, Masło, The Users, Tymon & The Transistors, Polish Brass Ensembl i Jazz Out
- 1 października
  - Anuța Cătună, rumuńska lekkoatletka, biegaczka długodystansowa
  - Dominic Iorfa, nigeryjski piłkarz
  - Jay Underwood, amerykański aktor, pastor
  - Salim Wardeh, libański polityk
- 2 października:
  - María Luisa Calle, kolumbijska kolarka torowa i szosowa
  - Mark Crear, amerykański lekkoatleta, płotkarz
  - Agnieszka Kunikowska, polska aktorka dubbingowa, prezenterka radiowa
  - Franz Plangger, austriacki skeletonista
  - Stefano Rusconi, włoski koszykarz, trener
- 3 października
  - Greg Foster, amerykański koszykarz
  - David Norwood, brytyjski szachista, dziennikarz
  - Marko Rajamäki, fiński piłkarz, trener
- 4 października
  - Beverley Allitt, brytyjska seryjna morderczyni
  - Raszid al-Basir, marokański lekkoatleta, średniodystansowiec
  - Dragan Glamočić, serbski agronom, wykładowca akademicki, polityk
  - Alex Holzwarth, niemiecki perkusista, członek zespołu Rhapsody of Fire
- 5 października
  - Fabián Estay, chilijski piłkarz
  - Dorota Ignatjew, polska aktorka, reżyserka teatralna, menedżerka kultury
  - Nana, niemiecki raper, muzyk pochodzenia ghańskiego
- 6 października
  - Dominique A, francuski piosenkarz, gitarzysta
  - Bjarne Goldbæk, duński piłkarz
  - Curt Miller, amerykański trener koszykarski
  - Hugo Pérez, argentyński piłkarz
- 7 października:
  - Luminița Anghel, rumuńska piosenkarka, polityk
  - Shannon Kleibrink, kanadyjska curlerka
  - Marta Otrębska, polska piłkarka
  - Thom Yorke, brytyjski muzyk, wokalista, członek zespołu Radiohead
- 8 października:
  - Ali Benarbia, algierski piłkarz
  - Zvonimir Boban, chorwacki piłkarz
  - CL Smooth, amerykański raper, producent muzyczny
  - Emily Procter, amerykańska aktorka
  - Leeroy Thornhill, brytyjski muzyk, członek zespołu The Prodigy
  - Samir Ələkbərov, azerski piłkarz
- 9 października
  - Isabel García Tejerina, hiszpańska polityk
  - René Hannemann, niemiecki bobsleista
  - Zbigniew Łuczyński, polski dziennikarz i prezenter telewizyjny
- 10 października:
  - Marek Bogucki, polski aktor
  - Aaron Lawrence, jamajski piłkarz
  - Marcin Mamoń, polski reżyser i dziennikarz
  - Chris Ofili, brytyjski malarz
  - Alona Szostak, polska aktorka
- 11 października
  - Jane Krakowski, amerykańska aktorka pochodzenia polskiego
  - Łukasz Jęczmionek, polski inżynier chemik
  - Lee Bong-ju, południowokoreański lekkoatleta, długodystansowiec
  - Roman (Łukin), rosyjski biskup prawosławny
  - Chandrachur Singh, indyjski aktor
  - Halla Tómasdóttir, islandzka menedżerka, polityk, prezydent Islandii
- 12 października
  - Raik Dittrich, niemiecki biathlonista
  - Carsten Embach, niemiecki bobsleista
  - Peter Gentzel, szwedzki piłkarz ręczny, bramkarz
  - Hugh Jackman, australijski aktor
  - Sophie von Kessel, niemiecka aktorka
  - Xie Yuxin, chiński piłkarz, trener
- 13 października
  - Karsten Albert, niemiecki saneczkarz
  - Małgorzata Baranowska, polska samorządowiec i urzędniczka, podsekretarz stanu
  - Kay Bluhm, niemiecki kajakarz
  - Tisha Campbell-Martin, amerykańska piosenkarka, aktorka
  - Irina Chudoroszkina, rosyjska lekkoatletka, kulomiotka
- 14 października:
  - Robert C. Cooper, kanadyjski reżyser, scenarzysta i producent filmowy
  - Richard Hart, kanadyjski curler
  - Matthew Le Tissier, angielski piłkarz
  - Roger Moorhouse, brytyjski pisarz, historyk
  - Dwayne Schintzius, amerykański koszykarz (zm. 2012)
  - Ernesto Tonela, mozambicki ekonomista i polityk
  - Shōko Yoshimura, japońska zapaśniczka
- 15 października
  - An Han-bong, południowokoreański zapaśnik
  - Carlos Casagrande, brazylijski aktor, model pochodzenia włoskiego
  - Didier Deschamps, francuski piłkarz, trener
  - Jack Du Brul, amerykański pisarz
  - Matteo Garrone, włoski reżyser i scenarzysta filmowy
  - Elżbieta Jędrzejewska, polska aktorka
  - Jyrki 69, fiński wokalista, członek zespołu The 69 Eyes
  - Michał Kwiatkowski, polski gitarzysta, członek zespołu Kazik na Żywo
  - Vanessa Marcil, amerykańska aktorka
- 16 października
  - Jean-Philippe Gatien, francuski tenisista stołowy
  - John Shaw, szkocki szachista
  - Todd Stashwick, amerykański aktor
  - Elsa Zylberstein, francuska aktorka
- 17 października
  - Rodolfo Esteban Cardoso, argentyński piłkarz, trener
  - Katarzyna Dzida-Hamela, polska operator dźwięku
  - Jiang Jin, chiński piłkarz, bramkarz
  - Graeme Le Saux, angielski piłkarz
  - Ziggy Marley, jamajski muzyk roots reggae
  - Luc Terlinden, belgijski duchowny katolicki
- 18 października
  - Lisa Chappell, nowozelandzka aktorka, piosenkarka
  - Jacek Krzyżaniak, polski żużlowiec
  - Krzysztof Persak, polski historyk
  - Michael Stich, niemiecki tenisista
  - Wioletta Uryga, polska lekkoatletka, biegaczka długodystansowa
  - Marcel Witeczek, niemiecki piłkarz pochodzenia polskiego
- 19 października
  - Óscar Cortés, kolumbijski piłkarz
  - Naum (Dimitrow), bułgarski biskup prawosławny
  - Vasile Miriuță, węgierski piłkarz, trener pochodzenia rumuńskiego
  - (lub 1963) Sinitta, amerykańska aktorka, piosenkarka
- 20 października
  - Jonathan Akpoborie, nigeryjski piłkarz
  - Roberto Vannacci, włoski wojskowy i polityk
- 21 października
  - Aleksios Aleksandris, grecki piłkarz, trener
  - Kerstin Andreae, niemiecka polityk
  - John Connolly, amerykański gitarzysta, członek zespołów: Piece Dogs i Sevendust
  - Melora Walters, amerykańska aktorka
- 22 października
  - Virginijus Baltušnikas, litewski piłkarz
  - Andriej Kobielew, rosyjski piłkarz, trener
  - Héctor Rodríguez Peña, urugwajski piłkarz
  - Jürgen Scheibe, niemiecki zapaśnik
  - Shaggy, jamajski raper, wokalista reggae i dancehall
- 23 października
  - Gesine Cukrowski, niemiecka aktorka
  - Marcin Meller, polski historyk, dziennikarz i prezenter telewizyjny pochodzenia żydowskiego
  - Markus Schmidt, austriacki saneczkarz
- 24 października
  - Osmar Donizete Cândido, brazylijski piłkarz
  - Francisco Clavet, hiszpański tenisista
- 25 października
  - Serhij Czujczenko, ukraiński piłkarz, trener
  - Olga Sehnalová, czeska lekarka, działaczka samorządowa, polityk, eurodeputowana
- 26 października:
  - Jarosław Ferenc, polski geograf, samorządowiec, prezydent Radomska
  - Robert Jarni, chorwacki piłkarz
  - Jon Åge Tyldum, norweski biathlonista
- 27 października
  - Bertrand Damaisin, francuski judoka
  - Sean Holland, amerykański aktor
- 28 października
  - Juan Orlando Hernández, honduraski polityk, prezydent Hondurasu
  - Aleksandr Korieszkow, kazachski hokeista, działacz sportowy
  - Johann Olav Koss, norweski łyżwiarz szybki
  - Michaił Niestrujew, rosyjski strzelec sportowy
  - Uwe Tellkamp, niemiecki lekarz, pisarz
- 29 października
  - Rob Cavestany, amerykański muzyk, wokalista, kompozytor, członek zespołu Death Angel
  - Wartan Chaczatrian, ormiański piłkarz
  - John Farley, amerykański aktor
  - Dariusz Kucharski, polski inżynier środowiska, samorządowiec, burmistrz Dzierżoniowa
  - Grayson McCouch, amerykański aktor
- 30 października
  - Laurent Daignault, kanadyjski łyżwiarz szybki, specjalista short tracku
  - Murphy Jensen, amerykański tenisista
  - Aały Karaszew, kirgiski polityk, wicepremier i p.o. premiera Kirgistanu
  - Jack Plotnick, amerykański aktor
  - Ursula Poznanski, austriacka pisarka
  - Robert Stanek, polski piłkarz
  - David Zitelli, francuski piłkarz, trener
- 31 października
  - Antonio Davis, amerykański koszykarz, analityk sportowy
  - Kachaber Gogiczaiszwili, gruziński piłkarz, trener
  - Miklós Seszták, węgierski prawnik, polityk
- 1 listopada:
  - Jan Boersma, żeglarz sportowy z Antyli Holenderskich
  - Matt Elliott, szkocki piłkarz
  - Silvio Fauner, włoski biegacz narciarski
  - Leszek Jenek, polski artysta kabaretowy
  - Gisele Miró, brazylijska tenisistka
  - Gülnur Satyłganowa, kirgiska piosenkarka
- 2 listopada
  - Jaume Balagueró, hiszpański reżyser i scenarzysta filmowy
  - Samantha Ferris, kanadyjska aktorka
  - Kathleen Hanna, amerykańska piosenkarka, artystka, feministka
  - Keith Jennings, amerykański koszykarz
  - Klaudiusz Urban, polski szachista
- 3 listopada
  - Alberto Iñurrategi, baskijski wspinacz
  - Debbie Rochon, kanadyjska aktorka
  - Seiji Takaiwa, japoński aktor, kaskader
  - Jamie Zawinski, amerykański haker, programista
- 4 listopada
  - Gary Havelock, brytyjski żużlowiec
  - Daniel Landa, czeski muzyk, piosenkarz, aktor, kierowca rajdowy
  - Uwe Peschel, niemiecki kolarz szosowy
  - Gary Stretch, brytyjski bokser, aktor, model
- 5 listopada:
  - Nicoleta Alexandru, rumuńska piosenkarka
  - Bill Belzer, amerykański gitarzysta, perkusista, członek zespołu Uncle Tupelo
  - Sam Rockwell, amerykański aktor
  - The Prophet, holenderski producent muzyczny, wydawca, kompozytor
  - Ion Vlădoiu, rumuński piłkarz
  - Penny Wong, australijska polityk pochodzenia malezyjskiego
  - Mariusz Ziętek, polski waltornista
- 6 listopada
  - Carlos Barra, meksykański piłkarz, trener
  - Luca Bramati, włoski kolarz górski i przełajowy
  - Kjetil Rekdal, norweski piłkarz, trener
  - Sandie Richards, jamajska lekkoatletka, sprinterka
  - Kelly Rutherford, amerykańska aktorka
  - Eric Singleton, amerykański raper
  - Jerry Yang, amerykański inżynier pochodzenia tajwańskiego
- 7 listopada
  - Antonella Bellutti, włoska kolarka szosowa i torowa, bobsleistka
  - Thorsten Legat, niemiecki piłkarz
  - Óttarr Proppé, islandzki muzyk, aktor, polityk
  - Ołeh Tiahnybok, ukraiński polityk nacjonalistyczny
  - Greg Tribbett, amerykański gitarzysta, członek zespołów: Mudvayne i Hellyeah
  - Tom Waes, belgijski aktor, reżyser filmowy
- 8 listopada
  - Artur Baghdasarian, ormiański polityk
  - Maciej Eckardt, polski publicysta, polityk, wicemarszałek województwa kujawsko-pomorskiego
  - Waldemar Kryger, polski piłkarz
  - Sergio Porrini, włoski polityk
  - Parker Posey, amerykańska aktorka
- 9 listopada
  - Josef Polig, włoski narciarz alpejski pochodzenia tyrolskiego
  - Erol Sander, niemiecki aktor, model pochodzenia tureckiego
- 10 listopada:
  - Ahmed Abdel-Qader, jordański piłkarz, trener
  - Agnieszka Fornal-Urban, polska szachistka
  - Ishtar, izraelska piosenkarka
  - Rujana Jeger, chorwacka pisarka, felietonistka
  - Tracy Morgan, amerykański aktor
  - Caroline Roose, belgijska działaczka społeczna, polityk
  - Agata Szustowicz, polska siatkarka
  - Florin Tene, rumuński piłkarz, bramkarz
  - Janusz Zadura, polski aktor dubbingowy i dziennikarz
- 11 listopada
  - Christian Engler, niemiecki basista, członek zespołów: Destruction i Necronomicon
  - Diego Fuser, włoski piłkarz
  - Raymond Hecht, niemiecki lekkoatleta, oszczepnik
  - Jennifer Jostyn, amerykańska aktorka
  - Peaches, kanadyjska piosenkarka
  - George Tambala, malawijski duchowny katolicki, biskup Zomby
- 12 listopada
  - Sammy Sosa, dominikański baseballista
  - Aaron Stainthorpe, brytyjski wokalista, członek zespołu My Dying Bride
- 13 listopada
  - Orazio Fagone, włoski łyżwiarz szybki, specjalista short tracku
  - Marc Janssens, belgijski kolarz przełajowy, szosowy i torowy
  - Gerald Klug, austriacki polityk
  - Janusz Wituch, polski aktor dubbingowy
- 14 listopada:
  - Swietłana Pieczorska, rosyjska biathlonistka
  - Claudia Porwik, niemiecka tenisistka
  - Lionel Simmons, amerykański koszykarz
- 15 listopada:
  - Jennifer Charles, amerykańska wokalistka, kompozytorka, członkini zespołu Elysian Fields
  - Piotr Jaworski, polski dziennikarz radiowy
  - Ol’ Dirty Bastard, amerykański raper (zm. 2004)
  - Uwe Rösler, niemiecki piłkarz, trener
- 16 listopada
  - David Casa, maltański polityk
  - Byun Jung-il, południowokoreański bokser
  - Vlaho Orepić, chorwacki wojskowy, polityk
  - James Parks, amerykański aktor
  - Vlado Šola, chorwacki piłkarz ręczny, bramkarz
  - László Sólymos, słowacki polityk pochodzenia węgierskiego
  - Melvin Stewart, amerykański pływak
  - Janusz Szrom, polski wokalista jazzowy
- 17 listopada
  - Olga Kuzniecowa, rosyjska strzelczyni sportowa
  - Igor Ostachowicz, polski pisarz, urzędnik państwowy
- 18 listopada
  - Toshiyuki Atokawa, japoński karateka
  - Romany Malco, amerykański aktor
  - Owen Wilson, amerykański aktor, scenarzysta i producent filmowy
- 19 listopada
  - Katarina Barley, niemiecka prawnik, polityk
  - Mariusz Gałaj, polski piłkarz
- 20 listopada
  - James Dutton, amerykański pilot wojskowy, astronauta
  - Agnès Firmin Le Bodo, francuska działaczka polityczna i samorządowa
  - Abdellatif Osmane, algierski piłkarz
  - Paul Scheuring, amerykański reżyser, scenarzysta i producent telewizyjny
  - Jeff Tarango, amerykański tenisista
- 21 listopada
  - Alex James, brytyjski basista, członek zespołów: Blur, Fat Les(inne języki), WigWam(inne języki) i Me Me Me(inne języki)
  - Abednego Matilu, kenijski lekkoatleta, sprinter
  - Qiao Hong, chińska tenisistka stołowa
  - Antonio Tarver, amerykański bokser
- 22 listopada:
  - Daedra Charles, amerykańska koszykarka, trenerka, komentatorka sportowa (zm. 2018)
  - Tatjana Czebykina, rosyjska lekkoatletka, sprinterka
  - Sidse Babett Knudsen, duńska aktorka
  - Rasmus Lerdorf, duńsko-grenlandzki programista komputerowy
  - Irina Priwałowa, rosyjska lekkoatletka, sprinterka
  - Maloni Bole, fidżyjski lekkoatleta
- 23 listopada
  - Piotr Beluch, polski aktor, reżyser teatralny
  - François Bustillo, francuski duchowny katolicki, biskup Ajaccio od 2021, kardynał
  - Robert Denmark, brytyjski lekkoatleta, średnio- i długodystansowiec
  - Nikołaj Pisariew, rosyjski piłkarz, trener
- 24 listopada
  - Anura Kumara Dissanayake, lankijski polityk, prezydent Sri Lanki
  - Drew Henry, szkocki snookerzysta
  - Bülent Korkmaz, turecki piłkarz
  - Krzysztof Korwin-Piotrowski, polski reżyser i scenarzysta filmowy
- 25 listopada
  - Jairo Guedes, brazylijski gitarzysta, członek zespołów: Sepultura, The Mist, Overdose(inne języki), Eminence(inne języki) i The Southern Blacklist(inne języki)
  - Jill Hennessy, kanadyjska aktorka
  - Erick Sermon, amerykański raper, producent muzyczny
- 26 listopada
  - Edna Campbell, amerykańska koszykarka
  - Włodzimierz (Melnyk), ukraiński biskup prawosławny
  - Sławomir Opaliński, polski piłkarz, trener
  - Birutė Šakickienė, litewska wioślarka
- 27 listopada:
  - Jarosław Barzan, polski montażysta filmowy
  - Stanisław Gawłowski, polski ekonomista, polityk, poseł na Sejm RP
  - Oksana Griszyna, rosyjska kolarka torowa
  - Grzegorz Polewski, polski skoczek spadochronowy
  - Michael Vartan, francuski aktor
- 28 listopada:
  - Clas Brede Bråthen, norweski skoczek narciarski
  - Stephanie Storp, niemiecka lekkoatletka, kulomiotka
  - Astrid Williamson, szkocka piosenkarka, keyboardzistka, kompozytorka, autorka tekstów
- 29 listopada
  - Dee Brown, amerykański koszykarz, trener
  - Robert Jagła, polski polityk, menedżer, poseł na Sejm RP
  - Jonathan Knight, amerykański aktor, muzyk
  - Andy Melville, walijski piłkarz
  - Zbigniew Szewczyk, polski piłkarz
- 30 listopada
  - Anca Boagiu, rumuńska polityk
  - Des’ree, brytyjska piosenkarka pochodzenia barbadoskiego
  - Laurent Jalabert, francuski kolarz szosowy
  - Rica Matsumoto, japońska aktorka głosowa, piosenkarka
- 1 grudnia:
  - Anders Holmertz, szwedzki pływak
  - Tichon (Łobkowski), rosyjski biskup prawosławny
  - Antonio Peñalver, hiszpański lekkoatleta, wieloboista
  - Annegret Strauch, niemiecka wioślarka
  - Jan Thoresen, norweski curler
- 2 grudnia:
  - David Batty, angielski piłkarz
  - Jiří Dopita, czeski hokeista, trener i działacz hokejowy
  - Barbara Dziuk, polska polityk i samorządowiec, poseł na Sejm RP
  - Nathalie Delattre, francuska polityk i działaczka samorządowa
  - John Ajvide Lindqvist, szwedzki pisarz
  - Lucy Liu, amerykańska aktorka pochodzenia chińskiego
  - Nate Mendel, amerykański basista, członek zespołów: Foo Fighters i The Fire Theft
  - Rena Sofer, amerykańska aktorka
- 3 grudnia
  - Asim Ademow, bułgarski polityk
  - Isabel Cueto, niemiecka tenisistka
  - Brendan Fraser, kanadyjsko-amerykański aktor
  - Montell Jordan, amerykański piosenkarz, autor tekstów, producent muzyczny
  - Janeene Vickers, amerykańska lekkoatletka, płotkarka
- 4 grudnia:
  - Michael Barrowman, amerykański pływak
  - Britta Bilač, słoweńsko-niemiecka lekkoatletka, skoczkini wzwyż
  - Armin Kremer, niemiecki kierowca rajdowy
  - Jin’ya Nishikata, japoński skoczek narciarski
- 5 grudnia
  - Margaret Cho, amerykańska aktorka, projektantka mody pochodzenia koreańskiego
  - Nick Dasovic, kanadyjski piłkarz, trener pochodzenia chorwackiego
  - Vesa Hakala, fiński skoczek narciarski
  - Lisa Marie, amerykańska aktorka, modelka
  - John Lundberg, brytyjski artysta, producent filmów dokumentalnych
  - Jan Pisuliński, polski historyk, wykładowca akademicki
  - José Luis Sierra, chilijski piłkarz, trener pochodzenia hiszpańskiego
- 6 grudnia:
  - Sadyr Dżaparow, kirgiski polityk, premier Kirgistanu
  - Karl Ove Knausgård, norweski pisarz
  - Olaf Lubaszenko, polski aktor, reżyser i producent filmowy, wokalista, konferansjer
  - Héctor Suárez Gomiz, meksykański aktor
  - Hiromi Suzuki, japońska lekkoatletka, biegaczka długodystansowa
- 7 grudnia
  - Irisberto Herrera, kubańsko-hiszpański szachista
  - Pål Anders Ullevålseter, norweski motocyklista rajdowy
- 8 grudnia
  - Wendi Deng, amerykańska producentka filmowa pochodzenia chińskiego
  - Tomasz Lenz, polski polityk, poseł na Sejm RP
  - Mike Mussina, amerykański baseballista
  - Marcelo Ojeda, meksykański piłkarz, bramkarz
- 9 grudnia
  - Kurt Angle, amerykański wrestler
  - Brian Bell, amerykański gitarzysta, wokalista, członek zespołu Weezer
  - David Brandes, niemiecki muzyk, kompozytor, producent muzyczny pochodzenia szwajcarskiego
  - Pedro García Aguado, hiszpański piłkarz wodny
  - Ioan Lupescu, rumuński piłkarz
  - Alexandre Tharaud, francuski pianista
- 10 grudnia:
  - Paweł Janowski, polski historyk, teolog
  - Nikodem (Kułygin), ukraiński biskup prawosławny
  - Mephisto, meksykański luchador
  - Piotr Zelt, polski aktor
- 11 grudnia:
  - Knut Tore Apeland, norweski narciarz, specjalista kombinacji norweskiej
  - Emmanuelle Charpentier, francuska genetyk, mikrobiolog, biochemik, laureatka Nagrody Nobla
  - Monique Garbrecht, niemiecka łyżwiarka szybka
  - Chris Liebing, niemiecki didżej, producent muzyczny
  - Fabrizio Ravanelli, włoski piłkarz
  - Dominika Wielowieyska, polska teatrolog, dziennikarka, publicystka
- 12 grudnia:
  - Rodolphe Gilbert, francuski tenisista
  - Wojciech Kalarus, polski aktor
  - Sašo Udovič, słoweński piłkarz
- 13 grudnia:
  - Klaus Badelt, niemiecki kompozytor muzyki filmowej
  - Danny Boy, amerykański raper
  - Arūnas Gelūnas, litewski malarz, teoretyk sztuki, japonista, działacz kulturalny i społeczny, polityk
  - Bennie Labuschagne, południowoafrykański zapaśnik
  - Nikołaj Matiuchin, rosyjski lekkoatleta, chodziarz
  - Leopoldo Ndakalako, angolski duchowny katolicki, biskup Menongue
  - Morgan Rose, amerykański perkusista, członek zespołu Sevendust
- 14 grudnia: 	
  - Victorius Dwiardy, indonezyjski duchowny katolicki
  - Jolanta Fraszyńska, polska aktorka, piosenkarka
  - Marcin Przybyłek, polski pisarz science fiction
- 15 grudnia:
  - Colin Sturgess, brytyjski kolarz szosowy i torowy
  - Garrett Wang, amerykański aktor pochodzenia chińskiego
- 16 grudnia:
  - Peter Dante, amerykański aktor
  - Ryszard Dąbrowski, polski scenarzysta i rysownik komiksowy
  - Greg Kovacs, kanadyjski kulturysta (zm. 2013)
  - Florence Masnada, francuska narciarka alpejska
- 17 grudnia:
  - Piotr Grochowski, polski biolog, wykładowca akademicki
  - Claudio Suárez, meksykański piłkarz
  - Paul Tracy, kanadyjski kierowca wyścigowy
- 18 grudnia:
  - Mario Basler, niemiecki piłkarz, trener
  - Magaly Carvajal, kubańska siatkarka
  - Alejandro Sanz, hiszpański piosenkarz
  - Casper Van Dien, amerykański aktor
  - Grzegorz Woźniak, polski przedsiębiorca, polityk, poseł na Sejm RP
- 19 grudnia:
  - Iwan Iwanow, bułgarski zapaśnik
  - Kristina Keneally, australijska polityk pochodzenia amerykańskiego
  - Jerzy Mazzoll, polski klarnecista i wokalista yassowy, kompozytor
  - Matthias Miersch, niemiecki prawnik i polityk
  - Antonio Rossi, włoski kajakarz
- 20 grudnia:
  - Doina Ignat, rumuńska wioślarka
  - Dariusz Snarski, polski bokser
  - Karl Wendlinger, austriacki kierowca wyścigowy
- 21 grudnia:
  - Mauro Bettin, włoski kolarz górski i szosowy
  - Lumi Cavazos, meksykańska aktorka
  - Mark Kerr, amerykański zawodnik MMA
  - Sigifredo Mercado, meksykański piłkarz
  - Andriej Miroszniczenko, kazachski piłkarz, trener pochodzenia rosyjskiego
  - Wilber Sánchez, kubański zapaśnik
- 22 grudnia: 
  - Lauralee Bell, amerykańska aktorka
  - Luis Hernández, meksykański piłkarz
  - Steve MacDonald, amerykański kulturysta, strongman
  - Dina Meyer, amerykańska aktorka
- 23 grudnia:
  - Louise Bours, brytyjska działaczka samorządowa, polityk
  - Manuel Rivera-Ortiz, portorykański fotograf
  - Sandra Roelofs, gruzińska filolog, działaczka społeczna, była pierwsza dama pochodzenia holenderskiego
  - Siôn Simon, brytyjski dziennikarz, polityk
  - Olga Szyszygina, kazachska lekkoatletka, płotkarka
  - René Tretschok, niemiecki piłkarz, trener
- 24 grudnia – Marcin Korolec, polski prawnik, polityk, minister środowiska
- 25 grudnia:
  - Taurino Araújo(inne języki), brazylijski adwokat, polityk, pisarz
  - Helena Christensen, duńska modelka, aktorka
  - Andrew Tucker, południowoafrykański piłkarz
- 26 grudnia:
  - Juan Carlos Barreto Barreto, kolumbijski duchowny katolicki, biskup Quibdó
  - Bill Lawrence, amerykański aktor, reżyser, scenarzysta i producent filmowy
  - Irek Wojtczak, polski saksofonista, kompozytor
  - Weselin Wuczkow, bułgarski prawnik, polityk
- 27 grudnia:
  - Scott Ainslie, brytyjski aktor, samorządowiec, polityk
  - Evariste Sob Dibo, iworyjski piłkarz
  - Lubomir Geraskow, bułgarski gimnastyk
  - Rune Olijnyk, norweski skoczek narciarski
  - Mirosław Rzepa, polski piłkarz
- 28 grudnia: 
  - Iwan Andrusiak, ukraiński poeta, pisarz dziecięcy, krytyk literacki, tłumacz
  - Li’or Aszkenazi, izraelski aktor
  - Akihiko Hoshide, japoński inżynier, astronauta
  - Bibi Naceri, francuski aktor, scenarzysta filmowy pochodzenia algierskiego
  - Brian Steen Nielsen, duński piłkarz, działacz piłkarski
  - Jole Santelli, włoska prawnik, samorządowiec, polityk, prezydent Kalabrii (zm. 2020)
- 29 grudnia:
  - Georges Lignon, iworyjski piłkarz
  - Peter Dzúrik, słowacki piłkarz (zm. 2010)
  - Peter Runggaldier, włoski narciarz alpejski
- 30 grudnia:
  - Artur Cieślak, polski pianista, kompozytor, krytyk muzyczny, pedagog
  - Sławomir Dudek, polski żużlowiec, trener
  - Fabrice Guy, francuski kombinator norweski
  - Meredith Monroe, amerykańska aktorka
- 31 grudnia: 
  - Guriasz, rumuński biskup prawosławny (zm. 2021)
  - Małgorzata Piorun(inne języki), polska aktorka
  - Luciano Szafir, brazylijski aktor, model pochodzenia żydowskiego
  - Piotr Tomaszewski, polski farmakolog, biochemik (zm. 2018)
- data dzienna nieznana: 
  - Krzysztof Dymkowski, polski motorniczy, działacz antypedofilski, znany jako „łowca pedofilów”
  - Danuta Holecka, polska dziennikarka
  - Krzysztof Starnawski, polski sportowiec ekstremalny, płetwonurek, speleolog, taternik, ratownik TOPR

## Zdarzenia astronomiczne
- W tym roku Słońce osiągnęło lokalne maksimum aktywności.
- 12 kwietnia – zaćmienie Księżyca
- 22 września – całkowite zaćmienie Słońca
- 6 października – zaćmienie Księżyca

## Nagrody Nobla
- z fizyki – Luis Walter Alvarez
- z chemii – Lars Onsager
- z medycyny – Robert W. Holley, Marshall Nirenberg, Har Gobind Khorana
- z literatury – Yasunari Kawabata
- nagroda pokojowa – Rene Cassin

## Święta ruchome
- Tłusty czwartek: 22 lutego
- Ostatki: 27 lutego
- Popielec: 28 lutego
- Niedziela Palmowa: 7 kwietnia
- Wielki Czwartek: 11 kwietnia
- Pamiątka śmierci Jezusa Chrystusa: 12 kwietnia
- Wielki Piątek: 12 kwietnia
- Wielka Sobota: 13 kwietnia
- Wielkanoc: 14 kwietnia
- Poniedziałek Wielkanocny: 15 kwietnia
- Wniebowstąpienie Pańskie: 23 maja
- Zesłanie Ducha Świętego: 2 czerwca
- Boże Ciało: 13 czerwca